# 俄羅斯入侵烏克蘭時間軸 (2024年5月)

俄羅斯入侵烏克蘭的動態地圖（參見可交互的俄烏戰爭詳細地圖）

本條目主要列出俄羅斯入侵烏克蘭在2024年5月的過程。共有31天。五月一日俄军晚上向敖德萨市私营邮政企业仓库发射弹道导弹。俄军袭击佐洛奇夫。五月三日俄军袭击哈尔科夫市霍洛德诺希尔斯基居民区，俄罗斯袭击苏梅州田野。
五月四日俄軍襲擊哈爾科夫市。五月八日乌克兰总统泽连斯基在1939至1945年第二次世界大战战胜纳粹主义纪念日发表讲话、出席纪念活动，并检阅部队和向士兵和阵亡士兵家属颁发勋章。

## 5月1日
烏克蘭哈爾科夫州州長表示，俄軍襲擊佐洛奇夫，至少造成2名平民死亡，13名平民受傷。第聶伯羅彼得羅夫斯克州州長表示，俄軍襲擊尼科波爾市，至少造成4名平民受傷。頓涅茨克州州長表示，俄軍使用BM-27颶風火箭炮襲擊希爾尼克，至少造成2名平民死亡，6名平民受傷。敖德薩州長表示，俄軍晚上向敖德薩市私營郵政企業倉庫發射彈道導彈，至少造成14名平民受傷，摧毀15.5公噸貨物。
烏克蘭武裝部隊總參謀部表示，自全面入侵以來，俄羅斯在烏克蘭損失469,840名士兵，過去一天俄軍有1,120人傷亡，累計損失7,312輛坦克、14,067輛裝甲戰鬥車輛、16,175輛車輛和油箱、12,024門火砲系統、1,053套多管火箭系統、780套防空系統、348架飛機、325架直升機、9,538架無人機、2,126枚巡弋飛彈、26艘船隻和1艘潛艇等。乌克兰特种部队表示，使用無人機發現和摧毁位於蘇梅地區的2套俄羅斯山毛櫸防空導彈系統。
俄羅斯梁贊州州長表示，一家煉油廠在午夜至凌晨期間被無人機擊中，導致設施發生火災。沃羅涅日州州長表示，防空部隊在沃羅涅日郊區上空擊落一架無人機。庫爾斯克州長表示，晚上11時左右烏克蘭無人機襲擊並損壞波尼裡供電線，導致該地區停電。奧裡奧爾州州長表示，防空系統擊落無人機，碎片損壞格拉祖諾夫斯基和斯維爾德洛夫斯基區能源設施，部分家庭停電。斯摩倫斯克州州長表示，烏克蘭無人機攻擊該州能源基礎設施，沒有報告損壞。
俄羅斯國防部表示，防空系統過去一天擊落29架烏克蘭無人機，5枚鐵錘航空制導導彈和1枚颶風火箭炮彈。東部集團軍在頓涅茨克地區擊退烏軍9次反擊，烏軍在過去一天於前線各地區損失約970名士兵。
俄羅斯國防部長紹伊古表示，為了保持進攻所需的步伐，已下令增加武器生產，目標是更快地向烏克蘭的東線運送武器，並在與俄羅斯高階軍事領導人會晤時，指示加快改善烏克蘭東部和南部地區前線的部隊，以提高其效率。
俄羅斯政府在首都莫斯科勝利公園舉行展覽，展示俄軍在烏克蘭的「特別軍事行動」中繳獲的北約國家的設備，其中包括12個國家製造的31套裝備，如德製豹2A6坦克和美制M1艾布蘭主戰坦克等。
美国财政部表示，对近200个涉及幫助俄羅斯入侵烏克蘭的目标实施制裁，其中就包括多間中國企業。另外，美國 國務院表示，對80多名個人和實體實施新制裁，涉嫌協助俄軍在烏克蘭使用《日內瓦議定書》禁止在戰爭中使用的化學制劑三氯硝基甲烷。

## 5月2日
烏克蘭地方政府表示，截至02日上午9時，俄羅斯在過去24小時內，一共襲擊10個州，包括敖德薩、聶伯彼得羅夫斯克、哈爾科夫、盧甘斯克、扎波羅熱、蘇梅、切爾尼戈夫、尼古拉耶夫、赫爾松和頓涅茨克州，至少造成8名平民死亡，40名平民受傷。頓涅茨克州州長表示，過去一天頓涅茨克州遭到俄羅斯炮火、火箭彈和航空襲擊1,967次，至少造成4名平民死亡，8名平民受傷。另外，州長表示，俄軍使用BM-21「冰雹」火箭炮襲擊波克羅夫斯克區梅姆裡克，至少造成1名12歲兒童死亡，2名平民受傷。哈爾科夫州州長表示，俄軍襲擊達嘉奇，至少造成8名平民受傷，包括7名兒童。另外，州長表示，俄羅斯多次炮擊庫皮揚斯克，至少造成1名平民死亡，2名平民受傷。哈爾科夫地區檢察官辦公室，俄軍發射3枚Kh-36 Grom-E1導彈襲擊丘胡伊夫。 赫爾松地區軍事管理局局長表示，俄羅斯炮擊佐洛塔巴爾卡，至少造成1名平民受傷。
烏克蘭武裝部隊總參謀部表示，自全面入侵以來，俄羅斯在烏克蘭損失470,870名士兵，過去一天俄軍有1,030人傷亡，累計損失7,332輛坦克、14,096輛裝甲戰鬥車輛、16,224輛車輛和油箱、12,044門火砲系統、1,053套多管火箭系統、784套防空系統、348架飛機、325架直升機、9,561架無人機、2,126枚巡弋飛彈、26艘船隻和1艘潛艇等。烏克蘭軍方霍爾蒂恰作戰戰略小組發言人表示，俄羅斯正試圖從巴赫姆特、阿夫迪伊夫卡和新巴甫利夫卡方向突破烏克蘭東部防線。另外，作戰戰略小組發言人表示，俄羅斯軍隊正試圖透過佔領博達尼夫卡和伊萬尼夫斯克包圍恰西夫亞爾，形容是一場控制後勤路線的大戰。烏克蘭國防部情報總局副局長表示，陷入困境的頓涅茨克州恰西夫亞爾以類似於阿夫迪夫卡的方被佔領可能只是時間問題，取決於儲備和供應，並將尋求佔領頓涅茨克和盧甘斯克州的其餘地區，5月底或6月初俄軍可能從蘇梅州東北部和哈爾科夫州周圍準備進攻。烏克蘭地面部隊指揮官表示，俄羅斯在2024年的目標是完全佔領頓涅茨克、盧甘斯克和扎波羅熱州。
俄羅斯國防部表示，在過去一晝夜內，防空系統擊落烏軍25架無人機、2枚法製鐵錘航空制導炸彈，以及3枚海馬斯和颶風多管火箭炮火箭彈。另外，國防部表示，防空部隊在別爾哥羅德州上空擊落5架烏軍無人機，在俄佔克里米亞上空擊落一架烏克蘭無人機。俄羅斯庫爾斯克州州長表示，軍隊在奧博揚地區上空擊落一架烏克蘭無人機。俄羅斯布良斯克州州長表示，防空系統在斯塔羅杜布地區上空擊落一架無人機。
俄罗斯国防部表示，已经控制了頓內茨克市北部的别尔德奇村，並在顿涅茨克地區擊退烏軍10次反擊，烏軍在各地區前線共損失約930名士兵。另外，國防部公布片段，聲稱顯示在1和2日摧毀2輛美製海馬斯多管火箭系統。另一片段則聲稱，俄羅斯空天軍在奧斯特羅韋爾希夫卡地區摧毀德制IRIS-T防空導彈系統的發射裝置。
烏克蘭總統澤連斯基表示，根據基輔和瑞士之間的協議，烏克蘭全球和平峰會將於6月15日至16日在瑞士琉森湖舉行，將邀請160個國家代表團參加會談。瑞士政府則表示，俄羅斯作為持續戰爭的侵略者，不會在談判的現階段被邀請。俄羅斯總統新聞秘書佩斯科夫表示，瑞士和平會議目標顯然不是取得成果，沒有俄羅斯的參與就談不上重大期待。俄羅斯外交部发言人扎哈羅娃表示，俄羅斯不僅不會參加計劃於六月在瑞士舉行的第一次烏克蘭問題會議，而且原則上也不會參加烏克蘭總統弗拉基米爾·澤倫斯基「和平方案」下的任何活動。並呼籲世界多數國家不要參加在瑞士舉行的烏克蘭問題會議，以免捲入基輔的又一次反俄挑釁。
烏克蘭總統澤連斯基表示，僅在4月份俄軍已經使用超過3千2百多枚制導空中炸彈、近3百架無人機和3百多枚導彈襲擊烏克蘭。烏克蘭國防部情報總局公開片段，顯示一架俄軍無人機飛越俄佔扎波羅熱核電站反應堆上空，前往烏克蘭控制的尼科波爾和馬爾哈內茨，形容是冒著災難性後果的風險，又指俄羅斯將核電站用作無人機發射場，而烏克蘭不會對核電站周圍1.5公里的區域進行回擊。
烏克蘭外交部長德米特里·庫萊巴表示，烏克蘭一半的能源系統遭到俄羅斯破壞。烏克蘭文化部表示，截至4月25日，俄羅斯的全面戰爭導致1,987個文化設施受損，當中324個被完全摧毀。烏克蘭體育部和烏克蘭奧林匹克委員會就夏天舉行的巴黎奧運會制定一套建議，表示烏克蘭運動員應該在奧運會上與俄羅斯運動員保持距離，烏克蘭運動員應遵守比賽規則，但在頒獎儀式上「盡可能」遠離俄羅斯運動員，不要與俄運動員合影或視頻，也不要參加聯合新聞發布會或採訪，並需要報告任何潛在的挑釁。烏克蘭基輔市軍事管理局表示，出於安全考慮敦促居民在東正教復活節期間使用線上宗教服務，不要在復活節慶祝活動期間親身前往教堂，當局亦將加強安全措施。
俄羅斯聯邦委員會主席馬特維延科在「敖德薩衝突」十週年表示，在特別軍事行動結束後，將需要一個蒐集基輔政權所有罪行的大法庭。 2014年5月2日烏克蘭親俄分子和俄羅斯武裝分子試圖佔領敖德薩，目標讓俄羅斯吞併烏克蘭敖德薩州，期間與親西方民眾爆發暴力衝突，造成48人死亡。
法國總統馬克龍表示，如果俄羅斯在前線取得突破，或者烏克蘭提出要求，將考慮向烏克蘭派遣軍隊，但目前不存在這樣的條件。
英國外交大臣卡梅倫到訪烏克蘭首都基輔，並與烏克蘭總統澤連斯基會面，承諾每年向烏克蘭提供37.4億美元軍事援助，並表示只要有需要，援助將繼續，又指出英國提供的武器可以毫無疑慮地，在俄羅斯領土內使用。
美國國家情報總監艾薇兒·海恩斯在參議院委員會聽證會上就情報界對2024年美國面臨的威脅進行評估時表示，俄羅斯在戰場上正在逐步取得進展，在頓內茨克和哈爾科夫等地區的前線具有戰術突破的潛力。
俄羅斯聯邦安全局表示，在俄佔卢甘斯克地区拘留一名烏克蘭婦女，涉嫌為烏克蘭武裝部隊從事間諜活動。
國際非政府組織「人權觀察」表示，自去年12月以來，俄軍可能已經處決至少15名試圖投降的烏克蘭士兵，以及可能已經處決6名已經投降的烏克蘭士兵，呼籲對事件展開戰爭罪調查。
美國《彭博社》報道，不少在2022年俄羅斯入侵烏克蘭後，離開的俄羅斯人面臨居留許可更新被拒絕、難以將工作和資金轉移到國外以及可以前往的目的地數量有限等問題，約40%至45%有關人士決定返回俄羅斯。

## 5月3日

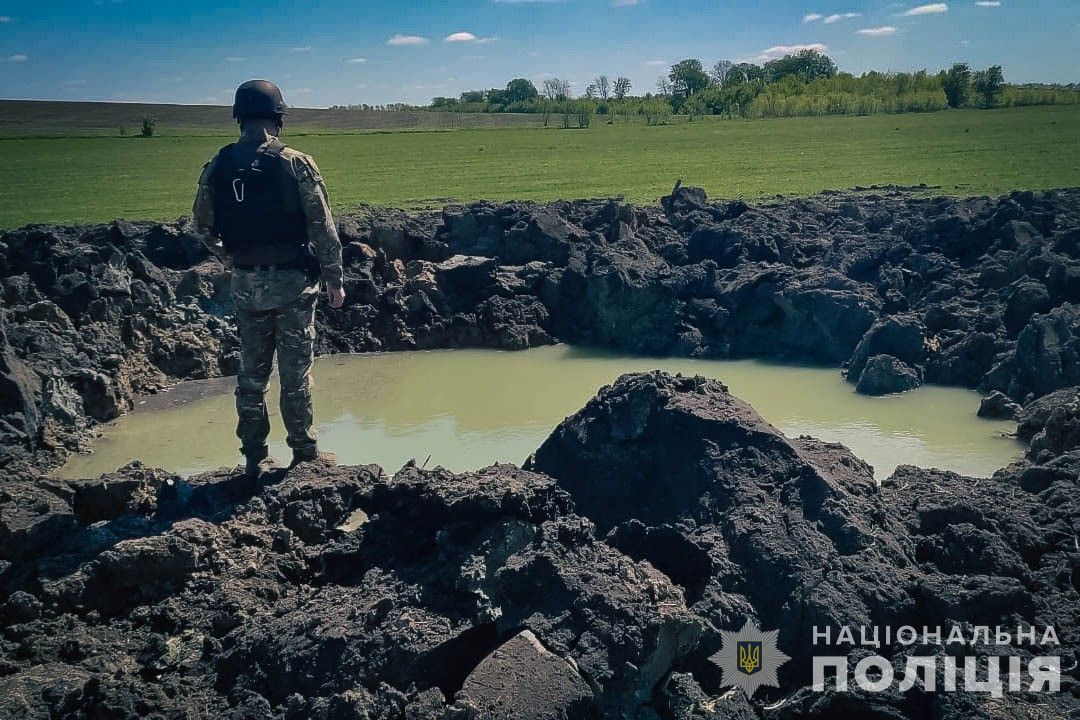
俄羅斯襲擊蘇梅州田野後

烏克蘭地方政府表示，截至03日上午9時，俄羅斯在過去24小時內，一共襲擊9個州，包括聶伯彼得羅夫斯克、哈爾科夫、盧甘斯克、扎波羅熱、蘇梅、切爾尼戈夫、尼古拉耶夫、赫爾松和頓涅茨克州，至少造成5名平民死亡，17名平民受傷。哈爾科夫市長表示，俄軍襲擊霍洛德諾希爾斯基居民區，至少造成1名平民死亡，2名平民受傷。頓涅茨克州檢察官辦公室表示，俄軍分別襲擊庫拉霍韋、恰西夫亞爾以及內泰洛韋，至少造成3名平民死亡，5名平民受傷。基洛沃格勒州州長表示，俄軍使用導彈襲擊克羅皮夫尼茨基，至少造成1名平民受傷。
烏克蘭武裝部隊總參謀部表示，自全面入侵以來，俄羅斯在烏克蘭損失472,140名士兵，過去一天俄軍有1,270人傷亡，累計損失7,354輛坦克、14,129輛裝甲戰鬥車輛、16,266輛車輛和油箱、12,102門火砲系統、1,053套多管火箭系統、786套防空系統、348架飛機、325架直升機、9,580架無人機、2,126枚巡弋飛彈、26艘船隻和1艘潛艇等。烏克蘭國防部情報總局證實，對俄羅斯韃靼斯坦共和國網際網路供應商和移動運營商，進行大規模網路攻擊。
俄羅斯國防部表示，凌晨防空系統在別爾哥羅德州和克里米亞半島上空擊落6架烏軍無人機。別爾格羅德州州長表示，乌克兰无人机袭击沃茲涅謝諾夫卡，至少造成两人受伤。
俄羅斯國防部表示，烏軍在過去一天於「特別軍事行動」中損失1,220人。摧毀2個S-300導彈系統以及1個德製IRIS-T導彈系統，並摧毀為烏軍供應燃料的巴洛夫耶油庫，在102個地區消滅烏軍人員和軍事設備。俄羅斯國防部部長紹伊古表示，在美國及其盟國要求不惜一切代價拖延俄軍進攻之下，烏軍4月起每天損失1千名士兵，年初至今烏軍損失超過11.1萬名士兵，2.1萬件武器和軍事裝備，俄軍已取得547平方公里土地控制權。俄罗斯空天军使用Kh-38ML導彈摧毀烏克蘭東部頓涅茨克州連接大諾沃塞爾卡和弗列梅夫卡和横跨莫克里亞利河的橋樑，是乌军的重要后勤补给路线。

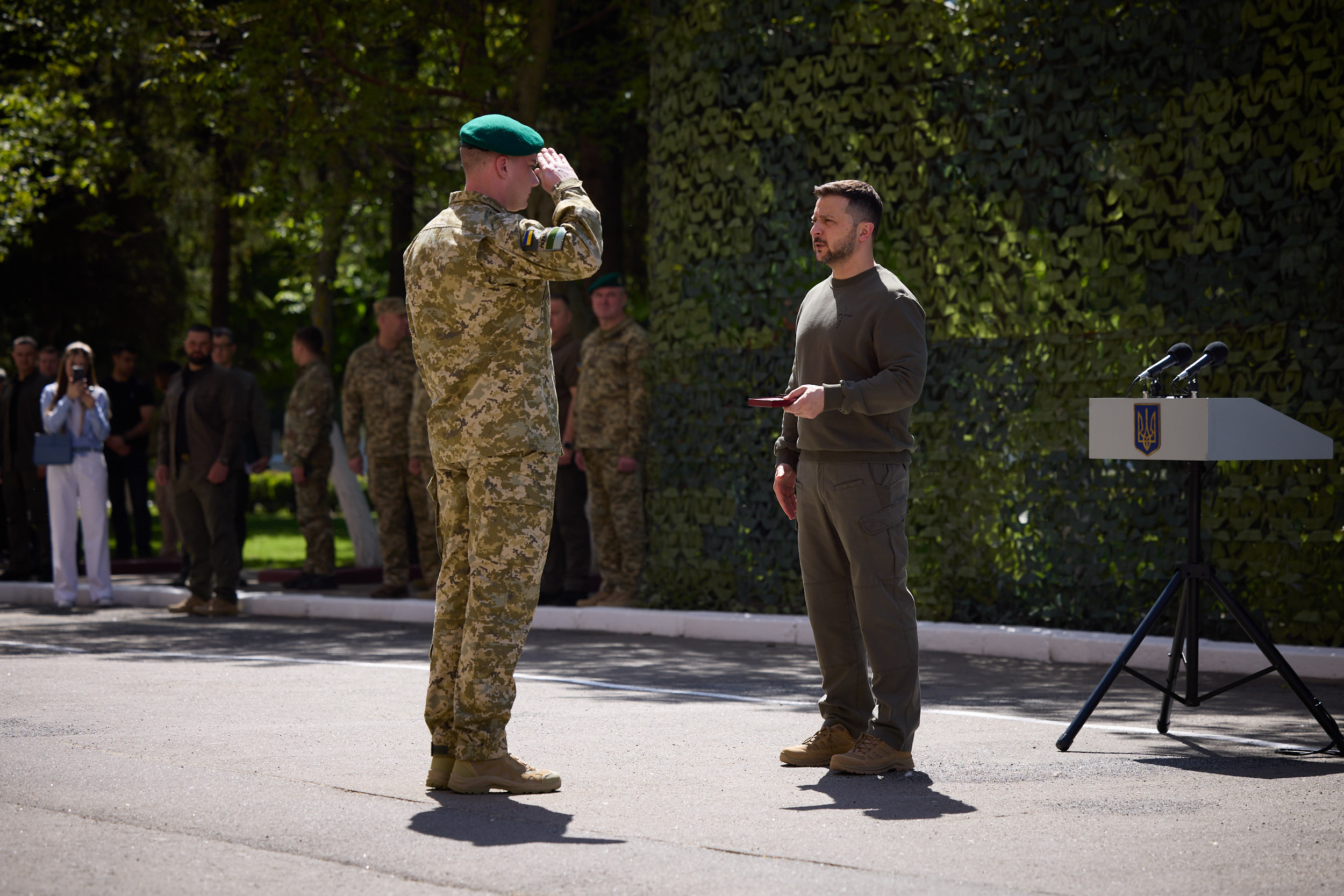
烏克蘭總統澤連斯基到訪赫梅利尼茨基州

烏克蘭總統澤連斯基到訪赫梅利尼茨基州，拜訪受傷士兵和邊境警衛，向他們頒發獎項。
俄羅斯聯邦安全局表示，安全局人員成功擊斃1名烏克蘭國防部情報總局特工，涉嫌計劃在俄羅斯針對國防部設施發動一系列恐襲。
烏克蘭國家安全局表示，抱捕1名哈爾科夫懲教人員，涉嫌監視烏克蘭國防陣地，並向俄羅斯提供資訊準備對軍事設施發動空襲。
法國外交部長表示，自俄羅斯全面入侵烏克蘭以來，法國估計已有15萬名俄羅斯士兵死亡，包括受傷在內俄羅斯的總損失為50萬人。
德国《商报》消息，德國國防企業萊茵金屬公司承諾今年向烏克蘭供應「數十萬枚」砲彈。

## 5月4日
烏克蘭空軍表示，午夜至凌晨期間，俄軍從別爾哥羅德州發射13架無人機，防空部隊在哈爾科夫州和第聶伯羅彼得羅夫斯克州上空擊落全部無人機，另外俄羅斯發射4枚地對空制導導彈襲擊烏克蘭。烏克蘭哈爾科夫州長表示，俄軍凌晨使用無人機襲擊哈爾科夫，破壞民用基礎設施，至少4名平民受傷，包括1名兒童。另外，州長表示，俄軍下午對哈爾科夫民營企業發動導彈襲擊，至少造成6名平民受傷。敖德薩州州長表示，俄軍使用導彈襲擊敖德薩市，至少造成3名平民受傷。
烏克蘭武裝部隊總參謀部表示，自全面入侵以來，俄羅斯在烏克蘭損失473,400名士兵，過去一天俄軍有1,260人傷亡，累計損失7,366輛坦克、14,156輛裝甲戰鬥車輛、16,337輛車輛和油箱、12,148門火砲系統、1,055套多管火箭系統、788套防空系統、348架飛機、325架直升機、9,611架無人機、2,127枚巡弋飛彈、26艘船隻和1艘潛艇等。烏克蘭總統澤連斯基表示，烏軍在頓涅茨克州擊落1架俄羅斯蘇-25戰鬥機。
俄羅斯國防部表示，防空部隊在克里米亞上空擊落烏軍發射的4枚MGM-140 陸軍戰術導彈系統導彈，在別爾哥羅德州上空擊落2架烏克蘭無人機。
俄佔頓涅茨克市長表示，烏軍炮擊彼得羅夫斯基區，至少造成2人受傷。
俄羅斯國防部表示，4月28日至5月4日俄軍成功佔領頓涅茨克地區諾沃巴赫穆托夫卡、謝苗諾夫卡和別爾蒂奇，過去一周內烏軍損失2,405名士兵，包括美製艾布拉姆斯坦克在內的3輛坦克，美製布拉德利步兵戰車在內的20輛作戰裝甲戰車等。，並針對「基輔政權」破壞俄羅斯能源和工業設施的企圖，使用精確制導武器和無人機對烏克蘭能源和運輸基礎設施、軍工企業等進行25次集體打擊。另外，國防部表示，空天軍蘇-25攻擊機成功摧毀位於俄羅斯中部集團軍責任區內的1個烏軍據點。中部集團軍則打擊烏軍12個據點和約100個野戰炮兵陣地。俄佔赫爾松官員表示，過去24小時，烏軍在赫爾松地區有40個無人機控制站被摧毀，另有40架無人機被擊落。
俄羅斯內務部宣布，根據《刑法典》將烏克蘭總統弗拉基米爾·澤連斯基列入通緝名單，條款尚未透露。烏克蘭外交部回應時表示，相較於俄羅斯毫無意義的聲明，國際刑事法院以涉嫌違反戰爭罪為由、針對俄羅斯總統普亭的逮捕令是真實存在，且可在123個國家執行，俄羅斯此舉只是證明俄羅斯的國家機器和宣傳機構已陷入絕望，已經想不出其他方法來吸引外界的注意力。
俄羅斯頓河畔羅斯託夫法院表示，判處一名烏克蘭亞速營戰俘，涉嫌參與恐怖組織和恐怖主義培訓，監禁18年。
義大利國防部長表示，排除向烏克蘭派遣軍隊的可能性，並表示不理解馬克龍有關如果俄羅斯在前線取得突破或烏克蘭提出要求，將考慮派遣軍隊的目的，認為圍繞可能在烏克蘭部署西方軍隊的討論加劇緊張局勢。

## 5月5日
烏克蘭地方政府表示，截至05日上午9時，俄羅斯在過去24小時內，一共襲擊10個州，包括敖德薩、聶伯彼得羅夫斯克、哈爾科夫、盧甘斯克、扎波羅熱、蘇梅、切爾尼戈夫、尼古拉耶夫、赫爾松和頓涅茨克州，至少造成4名平民死亡，19名平民受傷。烏克蘭空軍表示，午夜至凌晨期間，俄軍從庫爾斯克州以及被佔領的克里米亞的喬達角發射24架無人機，防空部隊在哈爾科夫、赫爾松和第聶伯羅彼得羅夫斯克州上空擊落23架無人機。哈爾科夫州州長表示，俄軍凌晨對哈爾科夫市奧斯諾維安斯基發動無人機襲擊，至少造成6名平民受傷，包括1名兒童，下午襲擊哈爾科夫市中心一個居民區，至少10名平民受傷，晚上炮擊庫皮揚斯克地區2個村莊，至少造成1名平民死亡，2名平民受傷。頓涅茨克州檢察官辦公室表示，俄軍襲擊頓涅茨克州米哈伊利夫卡，至於造成3名平民受傷。頓涅茨克州尼古拉耶夫卡市鎮軍事管理局副局長表示，俄軍使用5枚多管火箭炮火箭，其中4枚帶有集束彈，襲擊頓涅茨克州斯洛維安斯克發電廠。
烏克蘭武裝部隊總參謀部表示，自全面入侵以來，俄羅斯在烏克蘭損失474,260名士兵，過去一天俄軍有860人傷亡，累計損失7,375輛坦克、14,179輛裝甲戰鬥車輛、16,418輛車輛和油箱、12,212門火砲系統、1,057套多管火箭系統、790套防空系統、349架飛機、325架直升機、9,636架無人機、2,147枚巡弋飛彈、26艘船隻和1艘潛艇等。烏克蘭國防部情報總局證實，在俄佔別爾江斯克發動汽車炸彈襲擊，炸死一名負責在俄佔扎波羅熱州建立酷刑室的俄羅斯官員。
俄羅斯國防部聲稱，已經佔領頓涅茨克地區的重要樞紐奧切列蒂諾，将威脅烏軍重要后勤物流樞紐康斯坦丁諾夫卡市、波克羅夫斯克市以及維利卡亞·諾沃塞爾卡。另外还摧毀一輛美制艾布拉姆斯坦克。過去一晝夜，俄軍摧毀烏克蘭敖德薩地區一個存放西方製導彈的倉庫，以及哈爾科夫州一座雷達站以及擊中烏克蘭108個地區的火箭燃料和無人機生產車間、人力和軍事裝備。 俄军防空部隊，在過去一晝夜內，擊落2枚法制鐵錘航空制導炸彈和20架無人機。
烏克蘭能源部長表示，俄羅斯對烏克蘭能源基礎設施的襲擊已造成超過10億美元的損失。
美國傳媒《华尔街日报》报道，乌克兰国債持有人包括貝萊德和太平洋投資管理公司等私人債權人將要求烏克蘭償還2022年以來的首次國債，如果烏克蘭未能還債，烏克蘭可能會在8月债务違約。
法國總統艾曼紐·馬克宏表示，打算與訪法的中華人民共和國領導人習近平討論包括烏克蘭在內的所有軍事行動領域的「奧林匹克休戰」。中國領導人習近平在法國媒體《費加羅報》撰文表示，中國希望與法國和國際社會合作，結束烏克蘭戰爭。
君士坦丁堡普世牧首巴多祿茂在東正教復活節儀式上，為烏克蘭祈禱，呼籲烏克蘭和俄羅斯之間全面交換戰俘。

## 5月6日
烏克蘭地方政府表示，截至06日上午9時，俄羅斯在過去24小時內，一共襲擊10個州，包括波爾塔瓦、聶伯彼得羅夫斯克、哈爾科夫、盧甘斯克、扎波羅熱、蘇梅、切爾尼戈夫、尼古拉耶夫、赫爾松和頓涅茨克州，至少造成2名平民死亡，27名平民受傷。烏克蘭空軍表示，午夜至凌晨期間，俄軍從庫爾斯克州發射13架無人機，防空部隊在蘇梅州上空擊落12架無人機。蘇梅州地方官員表示，俄軍炮擊烏格羅伊季，至少造成3名平民受傷，包括2名兒童。頓涅茨克州檢察官辦公室表示，俄軍對科斯蒂安蒂尼夫卡市進行空襲，至少造成4名平民受傷。
烏克蘭武裝部隊總參謀部表示，自全面入侵以來，俄羅斯在烏克蘭損失475,300名士兵，過去一天俄軍有1,040人傷亡，累計損失7,380輛坦克、14,213輛裝甲戰鬥車輛、16,477輛車輛和油箱、12,250門火砲系統、1,057套多管火箭系統、791套防空系統、349架飛機、325架直升機、9,683架無人機、2,148枚巡弋飛彈、26艘船隻和1艘潛艇等。烏克蘭武裝部隊總司令西爾斯基表示，俄軍正試圖突破烏克蘭的防禦，到達頓涅茨克州的波克羅夫斯克和庫拉霍維鎮。烏克蘭南方司令部表示，俄軍試圖奪取曾屬於灰色地帶，於4月尾由烏軍重新控制位於聶伯河三角洲的涅斯特里哈島，俄軍曾三次試圖衝進烏克蘭陣地，期間損失4輛坦克。烏克蘭國防部情報總局表示，烏軍摧毀一架位於俄佔克里米亞的俄羅斯軍事快速攻擊艇。
俄羅斯別爾哥羅德州州長表示，烏克蘭無人機襲擊別列佐夫卡，至少造成7人死亡，35人受傷。俄羅斯國防部表示，防空系統在庫爾斯克州上空擊落1架烏克蘭無人機，另外晚上8時至11時期間，防空系統在別爾哥羅德州上空擊落3架烏克蘭無人機，黑海艦隊在克里米亞西北海岸附近摧毀5艘烏克蘭無人艇。
俄羅斯國防部表示，已經佔領哈爾科夫地區科特利亞羅夫卡和頓涅茨克地區索洛維耶沃。俄羅斯航空航天部隊、導彈部隊和炮兵部隊摧毀2家生產攻擊無人機的烏克蘭軍工企業，以及112個有生力量和烏克蘭軍事裝備聚集區，防空系統擊落烏軍一架蘇-27戰機，23架烏克蘭無人機及7枚海馬斯多管火箭炮火箭彈，烏軍在過去一天於「特別軍事行動」中損失965人。
烏克蘭傳媒引述前線消息報道，乌克兰部队在巴赫穆特附近对俄軍發動反击，烏軍推進约500米，並造成俄罗斯士兵伤亡，烏軍還使用无人机摧毁了四辆补给卡车、一辆BMP-2坦克和一辆BMD-4坦克。
烏克蘭總統澤倫斯基於向烏克蘭議會提交提案，將5月14日到期的戒嚴令和動員令，再延長90天，若提案通過，戒嚴令和動員令將延長至8月11日。
俄羅斯國防部表示，总统普丁指示回應西方的挑釁性言論和威脅，俄軍將進行非戰略核武演習，總參謀部已開始籌備近期與南部軍區导弹部队舉行航空、海軍參與的演習，以確保俄羅斯的完整和主權，應對西方的挑釁。
俄羅斯聯邦安全局表示，在坦波夫拘留一名俄羅斯人，涉嫌按照烏克蘭特种部队的指示準備对当地法院和仲裁法院进行爆炸袭击。在赫爾松地區拘捕一名烏克蘭間諜，涉嫌向烏克蘭安全局人員傳遞俄軍軍事人員、武器和軍事技術裝備的信息。
俄羅斯外交部表示，如果烏克蘭使用英製武器襲擊俄羅斯領土，莫斯科可以回擊烏克蘭境內或境外的任何英國軍事設施和裝置，俄方亦將在烏克蘭出現的F-16戰機，視作核武器載機，不會對此視而不見。
白俄羅斯外交部表示，希望俄羅斯聯邦與烏克蘭恢復談判，有助於恢復和平並結束烏克蘭的流血事件。
西班牙國防部長表示，西班牙已經向烏克蘭提供愛國者防空導彈。
美國眾議院少數黨領袖民主黨籍的哈基姆·傑弗里斯表示，如果烏克蘭在與俄羅斯的衝突中戰敗，美國可能會派遣軍隊到烏克蘭。義大利國防部長表示，西方應該在俄羅斯對烏克蘭的全面戰爭中尋求休戰，形容西方對俄羅斯的制裁已經失敗，只能透過讓每個人都參與來解決這場危機，首先是休戰，然後是和平。法國外交部在社交平台X上發表聲明，駁斥多家西方媒體此前有關法國已向烏克蘭派出外籍軍團的報道，形容有關報道純屬捏造。

## 5月7日
烏克蘭地方政府表示，截至07日上午9時，俄羅斯在過去24小時內，一共襲擊10個州，包括波爾塔瓦、聶伯彼得羅夫斯克、哈爾科夫、盧甘斯克、扎波羅熱、蘇梅、切爾尼戈夫、尼古拉耶夫、赫爾松和頓涅茨克州，至少116個定居點和70個基礎設施受損。赫爾松地區軍事管理局表示，俄軍炮擊比洛澤爾卡，至少造成1名平民受傷。第聶伯羅彼得羅夫斯克州長表示，俄軍使用14架無人機和炮擊尼科波爾，至少造成6名平民受傷，包括1名兒童。
烏克蘭武裝部隊總參謀部表示，自全面入侵以來，俄羅斯在烏克蘭損失476,460名士兵，過去一天俄軍有1,160人傷亡，累計損失7,405輛坦克、14,227輛裝甲戰鬥車輛、16,509輛車輛和油箱、12,287門火砲系統、1,057套多管火箭系統、792套防空系統、349架飛機、325架直升機、9,717架無人機、2,149枚巡弋飛彈、26艘船隻和1艘潛艇等。
俄羅斯國防部表示，防空系統在別爾哥羅德州上空擊落1架烏克蘭無人機。俄佔盧甘斯克官員表示，俄佔盧甘斯克一個石油倉庫被烏軍ATACMS導彈擊中，引發大火，至少5名員工受傷。
俄羅斯國防部表示，在過去一晝夜內，防空系統擊落烏軍32架無人機、7枚法製鐵錘航空制導炸彈，以及7枚捷克製吸血鬼火箭彈，烏軍在過去一天於「特別軍事行動」中損失1,540人，過去一天內摧毀烏軍1個導彈固體燃料生產車間、烏軍燃料和軍事技術裝備倉庫以及128個地區的敵方有生力量和軍事裝備。俄羅斯聯邦安全局表示，過去一周內，在俄佔頓涅茨克市及其近郊攔截約500架烏克蘭無人機。
烏克蘭國家安全局表示，發現一個由俄羅斯聯邦安全局特工組成的網路，正準備暗殺烏克蘭總統澤連斯基和其他高級官員，2名涉嫌向俄羅斯洩露機密資訊的烏克蘭國家保衛局上校被拘留。
禁止化學武器組織發表聲明表示，俄羅斯與烏克蘭相互指責對方使用化學武器，然而雙方向禁止化學武器組織提供的信息不足以充分證實。
中華人民共和國領導人習近平在展開第二日的訪法行程時表示，堅決反對外界批評中國在烏克蘭戰爭期間與俄羅斯的密切關係，直指反對利用烏克蘭危機甩鍋、抹黑第三國，煽動「新冷戰」。
義大利外交部長表示，義大利僅向烏克蘭提供用於烏克蘭境內的武器。
印度中央調查局表示，拘捕4人涉嫌欺騙多名印度男子前往俄羅斯從事所謂「有利可圖」的工作，但實際被迫在俄羅斯軍隊服役。中央調查局表示，已經確定35起印度男子被引誘到烏克蘭為俄羅斯作戰的案件，至少2人證實在戰鬥中死亡。

## 5月8日
烏克蘭空軍表示，午夜至凌晨期間，俄軍對烏克蘭發動大規模襲擊，從俄佔克里米亞、俄佔扎波羅熱、俄羅斯坦波夫州、薩拉託夫州、庫爾斯克州、黑海和裡海發射1枚匕首高超音速導彈、2枚9K720伊斯坎德爾M型彈道導彈、1枚9K720伊斯坎德爾K型彈道導彈、45枚Kh-101/Kh-505巡航導彈、4枚口徑巡弋飛彈、2枚Kh-59/Kh-69制導導彈和21架無人機，防空部隊擊落33枚Kh-101/Kh-505巡航導彈、4枚口徑巡弋飛彈、2枚Kh-59/Kh-69制導導彈和20架無人機。烏克蘭能源部表示，波爾塔瓦、基洛夫格勒、扎波羅熱、利沃夫、伊萬諾-弗蘭科夫斯克和文尼察州的能源基礎設施遭到襲擊。赫爾松州州長表示，俄軍襲擊比洛澤爾卡和赫爾松市，至少造成1名平民死亡，3名平民受傷。哈爾科夫州長表示，俄軍對哈爾科夫市發動襲擊，至少造成5名平民受傷，包括3名兒童。扎波羅熱州州長表示，俄軍3次對襲擊韋塞利安卡，至少造成1名平民受傷。
烏克蘭武裝部隊總參謀部表示，自全面入侵以來，俄羅斯在烏克蘭損失477,430名士兵，過去一天俄軍有970人傷亡，累計損失7,418輛坦克、14,246輛裝甲戰鬥車輛、16,549輛車輛和油箱、12,317門火砲系統、1,057套多管火箭系統、792套防空系統、349架飛機、325架直升機、9,728架無人機、2,151枚巡弋飛彈、26艘船隻和1艘潛艇等。烏克蘭軍方霍爾蒂恰作戰戰略小組發言人表示，烏軍成功擊退俄軍小型部隊在克拉斯諾霍里夫卡工廠附近的襲擊。
俄羅斯國防部表示，防空部隊在別爾哥羅德州上空擊落6架烏克蘭無人機。別爾哥羅德州州長表示，烏克蘭對俄羅斯別爾哥羅德州發動空襲，至少造成8人受傷。
俄羅斯國防部表示，已經佔領哈爾科夫地區基斯利夫卡，烏軍在過去一天於「特別軍事行動」中損失1,050人，早上對基輔政權試圖破壞俄羅斯能源設施作出回應，俄軍使用海基、空基遠程高精度武器以及匕首高超音速導彈系統和無人機對烏克蘭能源設施和軍工企業發動集群打擊，所有目標均被擊中。另外，國防部表示，在過去一晝夜內，防空系統擊落1枚美製ATACMS戰役戰術導彈、3枚法製鐵錘航空制導炸彈以及11架烏克蘭無人機，自特別軍事行動展開以來，累計摧毀烏軍594架飛機、270架直升機、23,828架無人機、512具防空導彈發射裝置、15,950輛坦克及裝甲車輛。
烏克蘭總理什梅加爾表示，自2022年2月俄羅斯全面入侵開始以來，俄羅斯襲擊已損壞或摧毀烏克蘭各地800多個供暖設施。烏克蘭頓涅茨克州州長表示，俄軍集中攻擊的恰西夫亞爾已經幾乎完全被摧毀，但仍然有約679名平民居住在當地，不願離開，救援和人道主義工作者越來越難接觸留下的人。
烏克蘭議會以339票贊成，0票反對，批准將戒嚴令和全面動員令延長90天，至8月11日。烏克蘭議會以279票贊成，0票反對，11票棄權，通過允許被判犯有輕度罪行的公民服兵役，不包括謀殺、腐敗、性暴力或危害國家安全罪等嚴重指控而被定罪的人。
烏克蘭首次在5月8日與西方國家一同慶祝「1939至1945年第二次世界大戰戰勝納粹主義紀念日」。2023年6月烏克蘭修法，取消在5月9日慶祝蘇聯時期制定的「勝利日」，並在烏克蘭獨立後改稱為「第二次世界大戰戰勝納粹主義勝利日」，藉由將5月8日訂為戰勝納粹主義紀念日，烏克蘭加入歐洲各國紀念第二次世界大戰勝利的傳統，擺脫關於蘇聯的一切。
烏克蘭總統澤連斯基在1939至1945年第二次世界大戰戰勝納粹主義紀念日發表講話表示，80年前，數百萬烏克蘭人為永遠擊敗納粹主義而戰，今天烏克蘭人再次挺身而出，邪惡再次出現，並想再次摧毀我們，這是一支惡魔軍隊，在地球上殺害、折磨和消滅和平的城市和村莊，這種邪惡被稱為俄西斯主義，又以2022年俄羅斯在亞吉德涅大屠殺為例，形容俄羅斯正在重複希特勒80年前創造的相同情景，當納粹被驅逐出烏克蘭時，成為了歷史教科書中讀到的事件，亦將在現實生活中發生，20世紀中葉的事件將重演，並成為21世紀歷史的一部分，成為我們共同戰勝俄羅斯邪惡的歷史。另外，澤連斯基亦出席紀念活動，並檢閱部隊和向士兵和陣亡士兵家屬頒發勳章。
歐盟27個成員國大使在比利時布魯塞爾舉行的會議上達成協議，同意將凍結的俄羅斯國有資產所產生的利潤用於援助烏克蘭。
捷克總統帕維爾表示，烏克蘭最早將於6月獲得首批由捷克主導多國籌集資金的18萬枚炮弹。

## 5月9日
烏克蘭空軍表示，午夜至凌晨期間，俄軍從俄佔克里米亞發射20架無人機，防空部隊在敖德薩州上空擊落17架無人機。第聶伯羅彼得羅夫斯克州州長表示，俄軍對尼科波爾發動多次襲擊，至少造成2名平民死亡，8名平民受傷。哈爾科夫地區軍事管理局表示，俄軍對庫皮揚斯克發動襲擊，至少造成2名平民受傷。
烏克蘭武裝部隊總參謀部表示，自全面入侵以來，俄羅斯在烏克蘭損失478,730名士兵，過去一天俄軍有1,300人傷亡，累計損失7,429輛坦克、14,281輛裝甲戰鬥車輛、16,681輛車輛和油箱、12,340門火砲系統、1,058套多管火箭系統、793套防空系統、349架飛機、325架直升機、9,775架無人機、2,192枚巡弋飛彈、26艘船隻和1艘潛艇等。
俄羅斯國防部表示，午夜至凌晨期間，防空部隊在別爾哥羅德州上空擊落15枚烏克蘭吸血鬼多管火箭炮彈和1架無人機，在布良斯克州上空擊落2架無人機，在庫爾斯克州擊落3架無人機，下午3時在別爾哥羅德州上空擊落 3架烏克蘭無人機。別爾哥羅德州州長表示，乌克兰的空袭造成8人受伤。庫爾斯克州州長表示，一架烏克蘭無人機攻擊庫爾斯克州轎特吉諾村一個加油站，沒有造成人員傷亡。
俄羅斯巴什科爾托斯坦共和國緊急情況局表示，1架無人機襲擊當地煉油廠，破壞一個泵站，沒有造成人員傷亡。烏克蘭傳媒《基輔獨立報》引述烏克蘭國家安全局消息報道，烏克蘭國家安全局使用無人機飛越1,500公里襲擊俄羅斯巴什科爾託斯坦共和國的一家煉油廠，打破以往襲擊的飛行距離。
俄羅斯國防部表示，防空系統在一天內擊落2枚烏克蘭陸軍戰術導彈系統導彈，15枚捷克制吸血鬼火箭彈和5枚法制鐵錘航空制導炸彈，烏軍在過去一天於西部、中部和東部集團軍負責區中損失595人。
烏克蘭傳媒《基輔獨立報》引述烏克蘭國防部情報總局消息報道，烏克蘭國家安全局午夜至凌晨期間，使用無人機襲擊俄羅斯克拉斯諾達爾邊疆區尤羅夫卡2個石油倉庫。
烏克蘭總統澤連斯基簽署法案，將5月14日到期的戒嚴令和動員令，再延長90天，至8月11日。另外再簽署多項總統令，出於健康原因，解除前烏克蘭武裝部隊總司令瓦列里·扎盧日內將軍的兵役，不過其有權穿着軍裝，解除出任6個月的謝爾希·盧潘丘克烏克蘭軍方特種作戰部隊指揮官職務，任命亞歷山大·特雷帕克準將為部隊的新指揮官，任命在3月被解除支援部隊指揮官職務的德米特羅·赫雷哈，取代亞歷山大·雅科韋茨，重新擔任支援部隊指揮官，解除早前出現俄羅斯特工的烏克蘭國家保衛局負責人謝爾希·魯德的職務。烏克蘭議會以272票贊成，0票反對，35票棄權，通過解除亞歷山大·庫布拉科夫的基礎設施部長兼地區重建職務，以273票贊成，1票反對，11票棄權，通過解除涉貪的米科拉·索爾斯基的農業部長職務。

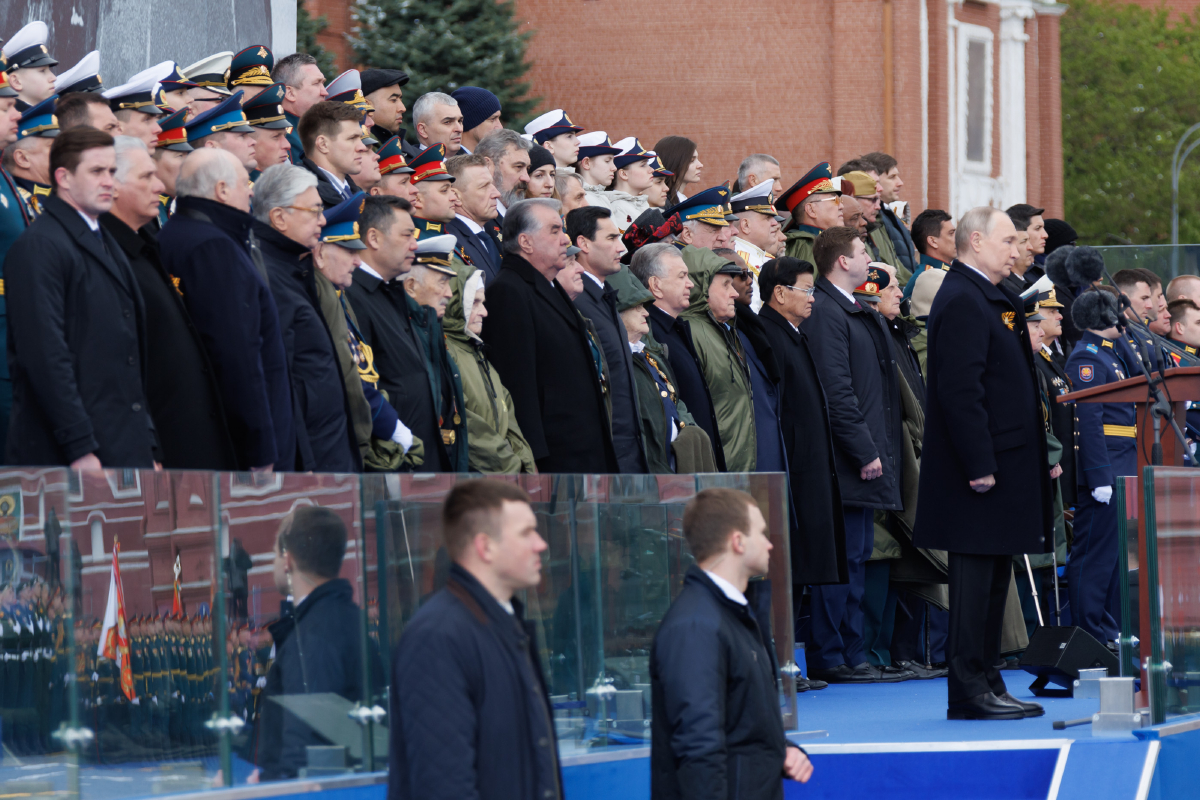
俄羅斯總統普京出席閱兵儀式

俄羅斯在首都莫斯科紅場舉行紀念衛國戰爭勝利79周年閱兵，超過9000名軍人參與，並展示70件武器裝備，包括阿爾斯導彈、伊斯坎德爾-M戰術導彈系統、S-400地對空導彈發射器等。俄羅斯總統普京在儀式上發表講話表示，俄羅斯正處於困難時期，俄羅斯的命運和未來取決於每一個人，俄羅斯將盡一切努力避免發生全球對抗，但同時不會允許俄羅斯受到任何威脅，戰略力量始終保持戰備狀態，形容有人試圖歪曲關於二次大戰的真相，而真相對於那些習慣以虛偽和謊言為基礎構建謊言的人來說是阻礙，西方希望忘記二戰的教訓，強調俄羅斯向所有參與打敗納粹德國的盟國致敬，又形容所有參與對烏「特別軍事行動」的俄羅斯士兵是英雄。
俄羅斯內務部網站顯示，烏克蘭總統澤連斯基和前總統波羅申科已經從俄羅斯內務部的通緝名單數據庫中消失，原因不明。
烏克蘭國家安全局表示，1名哈爾科夫居民涉嫌尋找烏克蘭射擊陣地並向俄羅斯情報官員提供座標而被捕。
德國國防部長宣佈，德國將向美國購買3套海馬斯多管火箭發射器，並提供給烏克蘭。
斯洛伐克邊境警察表示，與2023年同期相比，2024年前四個月，逃離烏克蘭並試圖進入斯洛伐克的軍齡男子人數增加一倍多至338人。羅馬尼亞邊境警察表示，自俄羅斯全面入侵開始以來，約有1萬1千名烏克蘭男子非法越境進入羅馬尼亞，共有19名年齡在18至60歲之間的男子在試圖越境時死亡，其中11人淹死在蒂薩河，其餘人在試圖穿越喀爾巴阡山脈時死亡。
美國助理國防部長表示，五角大樓正在阻止俄羅斯軍隊使用在烏克蘭戰場上運營的Starlink網際網路終端。
俄羅斯衛星通訊社引述俄羅斯黑客組織「千字節V」消息報道，組織成功攻破烏克蘭全境100多個網站，主要是高校、中學和其他教學機構網站，並發佈祝賀5月9日「勝利日」的內容，以及俄羅斯總統普京關於俄羅斯人民和烏克蘭人民兄弟情誼的講話摘錄。

## 5月10日
烏克蘭國防部表示，俄軍在凌晨5點左右，試圖從哈爾科夫地區發動進攻，襲擊已被擊退，不同強度的戰鬥仍在繼續，預備役部隊已被派往前線以阻止攻擊。哈爾科夫州州長表示，俄羅斯在哈爾科夫州北部發動猛烈進攻，至少造成2名平民死亡，5名平民受傷。烏克蘭總統澤連斯基表示，俄軍已經開始針對哈爾科夫州的新進攻行動。烏克蘭傳媒「真理報」援引軍事訊息報道，俄軍試圖向沃夫昌斯克推進時佔領4個邊境村莊，但哈爾科夫州州長在國家電視臺表示，目前沒有失去任何領土，邊境地區的定居點正處於灰色地帶，發生猛烈戰鬥。烏克蘭武裝部隊總參謀部表示，烏軍正在哈爾科夫州北部的利普齊和
沃夫昌斯克方向擊退俄軍步兵和重型裝備，斯特裡萊查、皮爾內和鮑裡西夫卡處於灰色地帶，奧利尼科夫和奧希爾特塞夫地區正在進行戰鬥。烏克蘭國家安全和國防委員會成員表示，俄軍在哈爾科夫州邊境發動的進攻行動，看似模擬利用有限資源或進行武力偵察的大規模襲擊。
烏克蘭軍方霍爾蒂恰作戰戰略小組發言人表示，俄軍不斷試圖進攻盧甘斯克州內夫斯克村和謝列布良斯基森林地區，並炮擊頓涅茨克州馬基夫卡市，試圖為進一步的襲擊獲得更好的陣地，亦正試圖突破特爾尼和內夫斯克定居點的烏軍防線，以便進一步進入萊曼地區，但沒有成功，俄軍在哈爾科夫州邊境的進攻活動，是旨在將部分烏克蘭部隊從東部地區分走。
烏克蘭總統澤連斯基聽取武裝部隊總司令瑟爾斯基的報告後表示，現在整個前線均與俄軍進行激烈的戰鬥，烏克蘭將向哈爾科夫地區派遣更多部隊，並與瑟爾斯基討論加強烏軍在哈爾科夫州以及頓涅茨克州察蘇夫雅陣地。
烏克蘭地方政府表示，截至10日上午9時，俄羅斯在過去24小時內，一共襲擊10個州，包括敖德薩、聶伯彼得羅夫斯克、哈爾科夫、盧甘斯克、扎波羅熱、蘇梅、切爾尼戈夫、尼古拉耶夫、赫爾松和頓涅茨克州，至少造成2名平民死亡，13名平民受傷，74個定居點和135個基礎設施受損。烏克蘭哈爾科夫市長表示，俄軍對哈爾科夫市發動襲擊，引發多棟房屋大火，至少造成1名平民受傷。蘇梅州地區檢察官辦公室表示，俄軍對埃斯曼發動襲擊，至少造成1名平民死亡，1名平民受傷。烏克蘭總檢察長辦公室表示，俄軍襲擊察蘇夫雅和耶利扎維季夫卡，至少造成2名平民死亡，2名平民受傷。
烏克蘭武裝部隊總參謀部表示，自全面入侵以來，俄羅斯在烏克蘭損失479,710名士兵，過去一天俄軍有980人傷亡，累計損失7,434輛坦克、14,313輛裝甲戰鬥車輛、16,691輛車輛和油箱、12,387門火砲系統、1,062套多管火箭系統、793套防空系統、349架飛機、325架直升機、9,826架無人機、2,192枚巡弋飛彈、26艘船隻和1艘潛艇等。烏克蘭地面部隊指揮官表示，俄羅斯對烏克蘭全面戰爭的關鍵階段將在未來兩個月內到來。
俄羅斯國防部表示，昨晚防空系統在布良斯克州、別爾哥羅德州和莫斯科州上空擊落5架烏克蘭無人機。俄羅斯莫斯科市長表示，防空部隊在莫斯科州波多利斯克擊落1架飛向莫斯科的無人機，沒有人員受傷。俄羅斯布良斯克州州長表示，防空部隊在特魯布切夫斯克擊落3架烏克蘭無人機。俄羅斯國防部表示，防空系統在別爾哥羅德州上空攔截2枚赤楊多管火箭炮火箭彈。俄佔盧甘斯克表示，烏克蘭對俄佔盧甘斯克地區羅文基石油倉庫發動襲擊，至少造成3人死亡，7人受傷，包括1名兒童。
俄羅斯國防部表示，已經佔領頓涅茨克地區奧切列季諾。另外，俄軍第聶伯集團軍無人機編隊成功打擊烏軍在第聶伯河水域的浮渡工具，挫敗敵人的渡河企圖。過去一週，針對基輔政權破壞俄羅斯能源和工業設施的企圖，俄軍使用包括匕首高超音速航空彈道導彈和無人機在內27次集群打擊回應，防空系統擊落烏克蘭空軍1架蘇-27戰鬥機，擊落3枚美製ATACMS戰役戰術導彈、17枚法制鐵錘制導炸彈和美制聯合直接攻擊彈藥，以及30枚陸射小直徑炸彈、海馬斯、颶風和吸血鬼多管火箭炮炮彈，烏軍過去一周以來在西部集團軍和中部集團軍責任區損失約3,300人。
烏克蘭傳媒《基輔獨立報》引述烏克蘭國防部情報總局消息報道，情報總局無人機襲擊俄羅斯卡盧加州煉油廠。
烏克蘭國防部情報總局公布一項稱為「旗幟」的拯救行動，情報總局與俄佔地區烏克蘭公民以及一名使用「我想活下去」熱線，向烏克蘭投降的俄軍士兵合作，在2023年從俄佔盧甘斯克地區，拯救2名受傷的烏克蘭士兵，2人在俄佔地區逗留超過近一年半，俄佔地區烏克蘭公民協助提供醫療服務、食物、住所和通訊，2名士兵亦向烏軍提供寶貴的資訊，包括俄軍位置，並在一名向烏克蘭投降的俄軍士兵協助下，一同返回烏克蘭陣地，情報總局亦從俄羅斯撤離投降的俄軍士兵的家人。
烏克蘭總理什米哈爾表示，政府撥款超過1.794億美元用於恢復烏克蘭的電網。烏克蘭司法部長表示，烏克蘭可能會招募多達2萬名罪犯參軍，有助於緩解烏克蘭監獄的過度擁擠，但由烏克蘭武裝部隊決定是否適合參軍。
美國總統拜登授權向烏克蘭提供4億美元的國防援助計劃，包括愛國者和毒刺導彈、布拉德利步兵戰鬥車等。

## 5月11日
烏克蘭武裝部隊總參謀部表示，俄軍過去一天對切爾尼戈夫、蘇梅、哈爾科夫、盧甘斯克、頓涅茨克、扎波羅熱、第聶伯羅彼得羅夫斯克、赫爾松和尼古拉耶夫州的120多個定居點發動炮擊，並發動108次空襲。哈爾科夫州長表示，俄軍使用空中炸彈、多管火箭發射器、大炮和無人機襲沃夫昌斯克，至少造成2名平民死亡，2名平民受傷。蘇梅地區軍事管理局表示，俄軍對蘇梅市郊區發動導彈襲擊，至少造成1名平民死亡。
烏克蘭武裝部隊總參謀部表示，自全面入侵以來，俄羅斯在烏克蘭損失481,030名士兵，過去一天俄軍有1,320人傷亡，累計損失7,449輛坦克、14,353輛裝甲戰鬥車輛、16,755輛車輛和油箱、12,442門火砲系統、1,064套多管火箭系統、796套防空系統、349架飛機、325架直升機、9,868架無人機、2,193枚巡弋飛彈、26艘船隻和1艘潛艇等，俄軍在過去一天在前線8個地區襲擊烏克蘭，烏軍在過去一天擊退俄軍在哈爾科夫州的9次襲擊，在阿夫迪夫卡前線地區擊退24次襲擊，在巴赫姆特地區擊退18次襲擊，整個前線發生104次戰鬥交戰。烏克蘭軍方表示，參與針對哈爾科夫州新進攻行動的俄軍部隊已經得到遏制，被控制在灰色地帶，沒有進一步推進。烏克蘭第110獨立機械化旅表示，擊落一架俄羅斯苏-25攻击机。
俄羅斯國防部表示，防空系統午夜至凌晨期間，在別爾哥羅德州上空摧毀21枚火箭彈和9架無人機，在庫爾斯克州和伏爾加格勒州上空摧毀7架無人機。上午十時防空系統在別爾羅德州上空擊落2枚冰雹火箭炮系統發射的炮彈，晚上七時防空系統在別爾哥羅德州上空擊落烏克蘭12枚吸血鬼火箭彈。俄羅斯別爾哥羅德州州長表示，防空系統擊落飛向別爾哥德羅的多個目標，至少1名平民死亡，29名平民受傷，包括1名兒童。俄佔頓涅茨克官員表示，烏軍炮擊俄佔頓涅茨克市一家飯店，至少3名平民死亡，8名平民受傷。
俄羅斯國防部表示，北部集團軍部隊在進攻行動結束後，佔領哈爾科夫地區的鮑里索夫卡、奧庫爾佐沃、普列捷尼夫卡、皮利納和斯特里列恰等居民點，令烏軍損失170人，34名烏軍士兵被俘。另外，中部集團軍部隊佔領頓涅茨克地區克拉米克居民點，令烏軍損失390人。俄羅斯國防部表示，第聶伯集團軍的北方艦隊海軍陸戰隊正在演練在赫爾松地區使用登陸艇強渡河川和衝灘登陸，在過去一晝夜內，防空系統擊落烏克蘭1枚ATACMS戰術導彈、8枚鐵錘航空制導炸彈，以及43枚海馬斯、吸血鬼、赤楊多管火箭炮炮彈，南部集團軍部隊擊退4次反攻，令烏軍損失550名士兵。
烏克蘭哈爾科夫州州長表示，在過去一天，從哈爾科夫東南部的楚胡伊夫疏散1,048人，從西南和東北環繞哈爾科夫市的哈爾科夫區疏散440人，從位於哈爾科夫西北部的博霍杜希夫區疏散12人。烏克蘭內政部長表示，已經從哈爾科夫州邊境社群撤離300多名平民。
俄羅斯總統普丁向兩個由烏克蘭親俄分子成立，並於2022年舉行「公投」併入俄羅斯的「頓涅茨克人民共和國」和「卢甘斯克人民共和国」致賀電，慶祝兩地成立十週年，並表示俄羅斯將讓頓巴斯和顿涅茨克恢復和平。
烏克蘭總統澤連斯基表示，烏軍繼續在哈爾科夫州北部邊境定居點周圍進行防禦行動，在斯特里列恰、克拉斯內、莫羅霍維茨、奧利尼科夫、盧基安齊、哈蒂甚切和普萊捷尼夫卡等定居點周圍正在進行戰鬥。頓涅茨克州情況「特別緊張」，在塞梅尼夫卡和內泰洛夫村附近的波克羅夫斯克方向，每天發生30多次衝突。
根據乌軍事領導層的決定，從 5 月 11 日起，第 72 獨立機械化旅第 2 機械化營的前指揮官米哈伊爾·德拉帕蒂準將被任命為哈爾科夫戰役戰術部隊 (OTGV) 司令。
烏克蘭國防部情報總局表示，已確定負責對平民進行匕首高超音速導彈襲擊的俄羅斯空軍人員，確認29名來自俄羅斯空軍第44獨立遠端航空團的指揮、飛行和技術人員，駐紮在下諾夫哥羅德的薩瓦斯萊卡機場，亦確定7名技術軍官，以及11架發射高超音速導彈的米格-31K戰機號碼。
烏克蘭能源部表示，在俄羅斯大規模襲擊能源基礎設施後，烏克蘭從波蘭、羅馬尼亞和斯洛伐克獲得緊急電力供應，以短暫解決電力持續短缺。
美國國務院表示，批准向烏克蘭緊急出售3套海馬斯多管火箭系統和相關裝置，價值3千萬美元，並由德國提供資金，裝備將來自美國軍隊的庫存。

## 5月12日
烏克蘭空軍表示，過去一天，防空部隊在赫爾松州擊落4架偵察無人機，在尼古拉耶夫州擊落1架偵察無人機。烏克蘭國防部表示，俄羅斯在過去一天襲擊烏克蘭9個地區的106個基礎設施設施和107個定居點，7個州的數千戶家庭停電。哈爾科夫州長表示，俄軍過去一天襲擊哈爾科夫州27個定居點，至少造成3名平民死亡，5名平民受傷。蘇梅州軍事管理局表示，俄軍於12日襲擊蘇梅州9個社群，至少造成1名平民死亡，2名平民受傷。
烏克蘭武裝部隊總參謀部表示，自全面入侵以來，俄羅斯在烏克蘭損失482,290名士兵，過去一天俄軍有1,260人傷亡，累計損失7,454輛坦克、14,375輛裝甲戰鬥車輛、16,819輛車輛和油箱、12,472門火砲系統、1,066套多管火箭系統、797套防空系統、350架飛機、325架直升機、9,910架無人機、2,194枚巡航導彈、26艘船隻和1艘潛艇等。烏克蘭武裝部隊總司令西爾斯基表示，俄軍繼續在多個地區發動攻擊，但突破烏克蘭防禦的企圖已經停止，庫皮揚斯克、西韋爾斯克、萊曼和波克羅夫斯克的局勢正在迅速變化，俄軍在個別地區取得部分成功，但在其他地區，烏軍正在將俄軍趕走。烏克蘭武裝部隊總參謀部其後表示，烏軍試圖擊退俄羅斯佔領沃夫昌斯克的企圖，附近的戰鬥正在進行中，俄軍在爭奪沃夫昌斯克的戰鬥中取得戰術成功，烏軍正在發起防禦行動，以阻止俄羅斯突破防禦，為穩定局勢，正在向當地部署額外儲備。
俄羅斯國防部表示，過去一夜防空部隊在別爾哥羅德州上空擊落2枚圓點-U戰役戰術導彈，在布良斯克州上空擊落烏軍3架無人機，在利佩茨克州上空擊落2架無人機，在伏爾加格勒州擊落1架無人機。俄羅斯伏爾加格勒州長表示，午夜至凌晨期間，無人機襲擊俄羅斯伏爾加格勒地區一家煉油廠，引發短暫火災。俄羅斯別爾哥羅德州州長表示，別爾哥羅德市遭烏軍密集打擊，一枚導彈擊中一棟樓房，造成坍塌，至少16人死亡，包括1名兒童，俄羅斯國防部表示，烏軍使用圓點-U導彈、赤楊和吸血鬼火箭彈對別爾哥羅德市居民區發動「恐襲」，俄軍摧毀6枚導彈和6枚火箭彈。晚上19時50分至20時40分，防空系統在別爾哥羅德上空擊落12枚吸血鬼火箭彈和2枚赤楊火箭彈。
俄羅斯國防部表示，防空系統過去一天內擊落烏克蘭空軍1架米格-29戰鬥機和36架無人機、8枚圓點-U戰役戰術導彈、1枚鐵錘航空制導炸彈，以及23枚吸血鬼、冰雹、赤楊多管火箭炮炮彈。自特別行動開始以來，俄軍共摧毀烏克蘭軍機595架、直升機274架、無人機23,987架、防空導彈系統516套、坦克及其他裝甲戰車15,992輛、多管火箭系統戰車1,290輛、多管火炮和迫擊炮9,526門、特種軍用車輛21,634輛，烏軍在各地區前線共損失約1,500名士兵，第聶伯集團軍空降兵炮兵分隊對赫爾松州右岸和第聶伯河三角洲島上的烏軍據點進行火力打擊，击毙10多名乌军。親俄烏克蘭尼古拉耶夫州地下組織協調員表示，俄軍先後襲擊烏克蘭中部波爾塔瓦州米爾哥羅德市一座軍用機場，並發生兩次大規模爆炸。
烏克蘭傳媒《基輔獨立報》引述烏克蘭國防部情報總局消息報道，情報總局午夜至凌晨期間，襲擊俄羅斯伏爾加格勒、利佩茨克和卡盧加州的軍事目標，包括煉油廠和冶金廠。
烏克蘭總統澤連斯基表示，俄軍正試圖在哈爾科夫州的一些定居點站穩，正在進行激烈戰鬥，俄軍對哈爾科夫州的進攻是希望烏軍的力量，破壞士氣，現時靠近俄羅斯邊境的哈爾科夫州城市沃夫昌斯克郊區情況極其困難，在頓涅茨克州的波克羅夫斯克、萊曼、弗雷米夫卡、克拉馬託斯克和庫皮揚斯克情況仍然困難。
俄羅斯總統普京簽署總統令，任命前國防部長謝爾蓋·紹伊古為俄羅斯聯邦安全會議秘書。俄羅斯聯邦委員會表示，普京提名此前擔任第一副總理的安德烈·別洛烏索夫出任國防部長。另外，總統新聞秘書佩斯科夫表示，俄羅斯總統普京已經聽取緊急情況部代理部長和別爾哥羅德州州長關於別爾哥羅德一棟居民樓遭烏軍炮擊被毀一事的報告，並下達所有必要指示。
美國國務卿布林肯表示，在批准補充預算請求和向烏克蘭提供裝置方面拖延數月，並已經付出代價，儘管有挫折，仍然認為烏克蘭可以在東部守住防線。
英國外交大臣卡梅倫表示，哈爾科夫的局勢極其危險，英國已經加快向烏克蘭提供37.4億美元援助計劃，呼籲盟友跟隨。
韓國國家情報院表示，情報部門正調查北韓向俄羅斯提供20世紀70年代由北韓製造的122毫米炮彈和其他武器，估計北韓向俄羅斯提供彈道導彈和300多萬枚炮彈。

## 5月13日
烏克蘭國家警察表示，俄軍使用集束彈藥襲擊切爾尼戈夫州斯諾夫斯克邊境城鎮，至少造成3名平民受傷。
烏克蘭武裝部隊總參謀部表示，自全面入侵以來，俄羅斯在烏克蘭損失484,030名士兵，過去一天俄軍有1,740人傷亡，累計損失7,485輛坦克、14,417輛裝甲戰鬥車輛、16,878輛車輛和油箱、12,487門火砲系統、1,070套多管火箭系統、797套防空系統、350架飛機、325架直升機、9,936架無人機、2,197枚巡航導彈、26艘船隻和1艘潛艇等。烏克蘭總參謀部表示，俄軍在哈爾科夫州盧基揚齊附近的攻勢，取得部分成功，截至當地時間下午3時，烏克蘭部隊從盧基揚齊附近的陣地撤離，截至當地時間下午5時，發生12起武裝衝突。烏軍第47機械化旅表示，在頓涅茨克州波克羅夫斯克方向擊落1架俄羅斯Ka-52短吻鳄攻擊直升機，烏軍第110獨立機械化旅表示，在頓涅茨克州阿夫迪夫卡擊落1架俄羅斯蘇-25戰鬥機。烏克蘭國家安全和國防委員會主席表示，超過3萬名俄軍正在哈爾科夫州重新發動進攻。
俄羅斯國防部表示，午夜至凌晨共擊落31架無人機，包括利佩茨克州上空的4架，別爾哥羅德州上空的12架，庫爾斯克州上空的8架，俄佔克里米亞上空的7架。，防空部隊在別爾哥羅德州上空摧毀12枚赤楊多管火箭炮火箭彈，在克里米亞地區上空摧毀4枚暴風影航空導彈和7架無人機，下午17時防空系統在別爾哥羅德州上空攔截16枚吸血鬼火箭彈。，下午19時防空系統在別爾哥羅德州上空摧毀2枚火箭彈、6枚航空制導炸彈和1架無人機。俄羅斯庫爾斯克州政府表示，凌晨擊落8架烏克蘭無人機，但烏軍仍然使用無人機襲擊該州，至少造成1人死亡，3人受傷。
俄羅斯國防部表示，烏軍在各地區前線共損失約1,455名士兵，過去24小時，防空部隊攔截烏軍6枚圓點-U導彈、擊落39枚赤楊、吸血鬼和海馬斯多管火箭系統火箭彈、5枚鐵錘航空制導炸彈和4枚暴風影巡航導彈。自特別行動開始以來，俄軍共摧毀烏克蘭軍機596架、直升機274架、無人機24,020架、防空導彈系統518套、坦克及其他裝甲戰車16,008輛、多管火箭系統戰車1,295輛、多管火炮和迫擊炮9,545門、特種軍用車輛21,678輛。
烏克蘭盧甘斯克州州長表示，俄佔盧甘斯克地區距離前線約130公里的索羅基內一個彈藥庫發生爆炸。俄佔盧甘斯克地區負責人表示，烏克蘭對索羅基內一個工業區進行導彈襲擊，至少三人死亡，四人受傷。
烏克蘭傳媒《基輔獨立報》引述烏克蘭國家安全局消息報道，安全局午夜至凌晨期間，襲擊俄羅斯別爾哥羅德州一個油庫和利佩茨克州一個變電站。
烏克蘭哈爾科夫州州長表示，哈爾科夫州政府已經從哈爾科夫區疏散2,589人，從哈爾科夫市東南部楚胡伊夫疏散2,695人，從哈爾科夫以西博霍杜希夫疏散44人。另外，州長表示，隨著俄軍隊推進，仍多達300人留在沃夫昌斯克。沃夫昌斯克軍事管理局局長表示，由於俄羅斯不斷炮擊，該市周圍建造防禦工事十分困難。蘇梅地區當局表示，由於前線局勢惡化，開始疏散貝洛波勒和沃羅日巴市。
烏克蘭總統澤連斯基簽署法令，解僱烏克蘭對外情報局第一副局長安德烈·阿列克西延科，由奧列·盧霍夫斯基接任。烏克蘭國防部情報總局表示，烏克蘭已確定負責對民用基礎設施進行巡航導彈襲擊的俄羅斯空軍人員，包括俄羅斯空軍遠端航空司令部第22重型轟炸機航空師的29人，由Tu-95MS、Tu-160戰略轟炸機和Tu-22M3远程轟炸機。
俄羅斯聯邦安全局表示，5名烏克蘭特種部隊特工，因涉嫌向烏軍傳送俄軍在「特別軍事行動」地區相關數據，在克里米亞地區被判處11至16年有期徒刑。俄羅斯內政部表示，拘留9名俄羅斯人涉嫌欺詐和勒索莫斯科居民，非法獲得超過5千萬盧布，其中一部分資金用於資助烏軍。另外，內政部將烏克蘭前海軍司令伊戈爾·沃羅年科列入通緝名單。俄羅斯國營通訊社「塔斯社」援引執法部門消息來源報道，俄羅斯國防部人事部門負責人尤裡·庫茲涅佐夫中將因刑事指控被拘留。
烏克蘭總統夫人澤連斯卡婭和烏克蘭外交部長庫萊巴抵達貝爾格萊德后第二日與塞爾維亞總統武契奇舉行談判，會談後總統辦公室發表聲明表示，塞爾維亞致力於尊重國際法和包括烏克蘭在內的聯合國每個成員國的領土完整。
美國總統拜登簽署法案，禁止從俄羅斯進口濃縮鈾，旨在切斷烏克蘭持續戰爭期間，從美國到俄羅斯的剩餘主要金融渠道之一。
芬蘭總理佩特里·奧爾波表示，烏克蘭局勢危急，呼籲增加對基輔的軍事援助。愛沙尼亞政府正在考慮向烏克蘭西部派遣部隊的可能性，為烏克蘭軍隊提供後勤支援。

## 5月14日
烏克蘭地方政府表示，截至14日上午9時，俄羅斯在過去24小時內，一共襲擊10個州，包括敖德薩、第尼伯彼得羅夫斯克、哈爾科夫、盧甘斯克、扎波羅熱、蘇梅、切爾尼戈夫、尼古拉耶夫、赫爾松和頓涅茨克州，至少造成3名平民死亡，18名平民受傷。烏克蘭空軍表示，午夜至凌晨期間，俄軍從俄佔克里米亞發射18架無人機，防空部隊在基輔、頓內茨克、第聶伯羅彼得羅夫斯克、切爾卡瑟、基洛沃拉德、扎波羅熱、赫爾松和赫梅利尼茨基州上空擊落全部無人機，另外俄軍向烏克蘭發射1枚9K720伊斯坎德爾M型導彈。哈爾科夫州長表示，俄軍全日對哈爾科夫市發動多次襲擊，並曾使用UMPB D-30炸彈，至少造成21名平民受傷，包括3名兒童。另外，州長表示，俄軍對哈爾科夫州北部沃夫昌斯克進攻期間，至少造成2名平民死亡。
烏克蘭武裝部隊總參謀部表示，自全面入侵以來，俄羅斯在烏克蘭損失485,430名士兵，過去一天俄軍有1,400人傷亡，累計損失7,496輛坦克、14,460輛裝甲戰鬥車輛、16,907輛車輛和油箱、12,515門火砲系統、1,070套多管火箭系統、798套防空系統、351架飛機、325架直升機、9,985架無人機、2,197枚巡航導彈、26艘船隻和1艘潛艇等。烏克蘭國防部情報總局局長表示，在烏軍穩定哈爾科夫州前線後，俄羅斯將在蘇梅州發動新的襲擊，哈爾科夫州的局勢不是災難性的，有跡象表明情況趨於穩定。烏克蘭總參謀部表示，由於俄羅斯的猛烈射擊和對烏克蘭陣地的轟炸，烏軍在哈爾科夫州盧基揚齊附近改變陣地，以拯救士兵的生命，戰鬥仍然進行。
俄羅斯國防部表示，俄軍對烏軍多處軍用機場、彈藥、燃料和航空裝備倉庫以及敵軍有生力量和裝備集結地實施打擊，防空系統過去一夜擊落26架烏軍無人機，攔截9枚法制鐵錘制導炸彈、2枚美制AGM-88飛彈、3枚美制ATACMS戰術導彈、43枚吸血鬼和赤楊火箭彈，其中過去一夜防空系統在別爾哥羅德州上空摧毀25枚吸血鬼多管火箭炮火箭彈，伊萬諾沃空降兵使用TOS-1火箭炮在恰西夫亞爾附近摧毀烏軍據點，烏軍在各地區前線共損失約1,360名士兵。俄羅斯北部軍區集團軍表示，士兵已經火力控制哈爾科夫-利普齊公路部分路段，不斷用各種火炮轟炸哈爾科夫的烏軍。
俄羅斯國營通訊社「塔斯社」引述俄羅斯鐵路公司消息報道，俄羅斯伏爾加格勒州的幾節貨運列車因無人機襲擊而出軌。親俄烏克蘭尼古拉耶夫州地下組織協調員表示，俄軍襲擊切爾卡瑟州烏曼市一個軍用機場和一家軍事裝備修理廠。
烏克蘭國防部長烏梅羅夫宣布，解除謝爾蓋·巴拉諾夫準將導彈、炮兵和無人駕駛飛行器部隊負責人職務。
烏克蘭哈爾科夫州州長表示，已經疏散哈爾科夫州北部超過7,500名平民，568人是兒童，201人是殘疾人。烏克蘭人道主義非政府組織「拯救烏克蘭」表示，從俄羅斯和俄佔地區帶回1名女孩和5名5至12歲的男孩，曾被送往俄羅斯的「衛生營」，自俄羅斯全面入侵烏克蘭以來，已確認超過19,500名兒童被俄羅斯綁架，其中不到400人返回烏克蘭。沃夫昌斯克軍事管理局表示，2名志願者未與當局協調下前往沃夫昌斯克市後已經失踪4天，懷疑被俄軍槍殺。
烏克蘭國家電網營運商「烏克蘭國家能源公司」表示，由於俄羅斯最近對烏克蘭能源基礎設施的襲擊以及氣溫下降後電力消耗的增加，令電力供應嚴重不足，因此對全國能源供應實行限制，全國14日晚上9時至午夜緊急暫停電力供應。
美國國務卿布林肯到訪基輔，並與烏克蘭總統澤連斯基會面。澤連斯基感謝美國國會通過610億美元援助，又強調防空系統的必要性，保衛哈爾科夫和哈爾科夫州需要2套愛國者防空系統。布林肯則強調美國對烏克蘭安全的長期承諾。
愛沙尼亞國防部表示，政府沒有就向烏克蘭派遣軍隊進行具體討論。拉脫維亞國防部長表示，拉脫維亞政府將額外撥款約1100萬美元用於捷克主導為烏克蘭購買炮彈的倡議。
烏克蘭基輔國際社會學研究所公布一項民意調查，採訪現在身處德國、波蘭和捷克的烏克蘭難民，當中一半人表示不太可能返回烏克蘭，66%的受訪者表示，對在德國、波蘭和捷克的生活完全或相當滿意，只有7%的人表示，已經獲得其他國家的公民身份，12%的人表示已經提交有關申請，45%的人表示希望獲得逗留國的公民身份。
美國《纽约时报》報道，美國和歐洲國家無法就使用凍結的俄羅斯資產的條件和形式達成一致，美英主張直接沒收資產，但德、法、義、印尼、日和沙烏地阿拉伯反對，擔心沒收可能會開創危險先例，並導致法律訴訟、金融不穩定以及西方資產被報復性沒收。

## 5月15日
烏克蘭尼古拉耶夫州長表示，俄軍於上午11時46分對尼古拉耶夫市發動導彈，至少造成6名平民受傷。第聶伯羅彼得羅夫斯克州州長表示，俄軍對第聶伯羅市發動襲擊，至少造成2名平民死亡。哈爾科夫州馬拉達尼利夫卡官員表示，俄軍對哈爾科夫郊區馬拉達尼利夫卡發動空中炸彈襲擊，至少造成3名救援人員受傷。另外，哈爾科夫州州長表示，俄軍晚上8時左右對哈爾科夫市進行空襲，至少造成2名平民受傷。赫爾松市軍事管理局表示，俄軍對赫爾松市中部發動空襲，至少造成18名平民受傷。蘇梅州軍事管理局表示，俄軍15日襲擊蘇梅州10個社群，至少造成1名平民死亡，1名平民受傷。烏克蘭國營鐵路公司表示，俄軍對第聶伯羅彼得羅夫斯克州民用鐵路基礎設施發動，導致2名鐵路檢查和維修員死亡。
烏克蘭武裝部隊總參謀部表示，自全面入侵以來，俄羅斯在烏克蘭損失486,940名士兵，過去一天俄軍有1,510人傷亡，累計損失7,510輛坦克、14,508輛裝甲戰鬥車輛、16,955輛車輛和油箱、12,538門火砲系統、1,070套多管火箭系統、798套防空系統、351架飛機、325架直升機、10,015架無人機、2,199枚巡航導彈、26艘船隻和1艘潛艇等。烏克蘭軍方霍爾蒂恰作戰戰略小組發言人表示，哈爾科夫州正在進行激烈的防禦戰鬥，但局勢有所穩定，擊退俄軍11次攻擊，但俄軍正在沃夫昌斯克街道上佔據陣地。烏克蘭國防部發言人表示，俄羅斯小型步兵部隊已進入哈爾科夫州沃夫昌斯克北部，並試圖穩定陣地。烏克蘭武裝部隊總參謀部表示，烏軍已經擊退俄羅斯在哈爾科夫州沃夫昌斯克的襲擊，並將部分俄軍從該鎮趕走，北部和西北郊區的防禦行動仍在繼續。
俄佔克里米亞官員表示，午夜至凌晨期間，塞瓦斯托波爾遭到導彈襲擊，防空部隊擊退對塞瓦斯托波爾的大規模攻擊，1枚遭攔截導彈殘骸擊中私營企業，沒有傷亡報告，俄佔貝爾貝克軍用機場附近則發生火災，在導彈襲擊期間，當局關閉克里米亞大橋的交通。其後，俄羅斯國防部表示，在克里米亞半島上空擊落10枚MGM-140 陸軍戰術導彈，亦有部份導彈擊中目標。晚上國防部表示，在克里米亞半島上空擊落5枚MGM-140 陸軍戰術導彈。當地Telegram頻道表示，塞瓦斯托波爾西北部的貝爾貝克機場發生火災，一個燃料庫起火。克里米亞烏克蘭反佔領游擊運動「阿泰什」表示，俄佔塞瓦斯托波爾附近的貝爾貝克軍用機場遭到襲擊，受損倉庫為俄羅斯Su-27和Su-30戰鬥機以及米格-31飛機儲存大部分導彈，由於二次爆炸，機場基礎設施受到重大破壞。
俄羅斯國防部表示，防空系統在靼坦斯坦上空擊落1架烏克蘭無人機，喀山和下卡姆斯克機場服務在襲擊後恢復。
俄羅斯國防部表示，第聶伯羅集團軍部隊解放扎波羅熱地區拉博蒂諾和哈爾科夫地區的格魯博科耶和盧基揚齊，烏軍過去一天在各地區前線共損失約1,295名士兵。防空系統擊落烏克蘭空軍1架米格-29飛機、40架無人機、1枚美制AGM-88高速反輻射飛彈、12枚美制ATACMS戰術導彈以及圓點-U導彈、45枚海馬斯、颶風和赤楊多管火箭炮彈。自特別行動開始以來，烏克蘭共損失597架軍用飛機、274架直升機、24,086架無人機、521套防空導彈系統、16,035輛坦克和其它裝甲戰車、1,299輛多管火箭系統戰車、9,595門野戰火炮和迫擊炮、21,728輛特種軍用汽車。
俄羅斯羅斯托夫州州長表示，上午2架無人機襲擊俄羅斯托夫州一家煉油廠，引發爆炸。烏克蘭傳媒《基輔獨立報》引述烏克蘭國防部情報總局消息報道，情報總局無人機襲擊俄羅斯托夫州一個石油生產基地。
烏克蘭總統澤連斯基與最高軍事指揮官會晤後宣佈，將向哈爾科夫州再部署更多部隊。另外，總統澤連斯基在晚間講話中表示，在俄羅斯試圖突破的情況下，烏克蘭軍隊在過去一天中設法穩定哈爾科夫州的局勢。烏克蘭總統辦公室表示，基於現時前線戰場發展，總統澤連斯基決定推遲未來幾天計劃舉行的所有國際外訪活動。另外，總統辦公室宣布，總統澤倫斯基已簽署多項法令，正式退出「獨立國家國協」框架內達成的多項協議，包括《獨立國家國協內政部長理事會條例》以及其後的修改和補充協議。
烏克蘭哈爾科夫州長表示，由於俄軍在哈爾科夫州北部的進攻，近8千名平民被疏散，在過去一天中進攻，至少造成1名平民死亡，24人受傷，烏軍過去一天擊退俄軍11次襲擊，仍有3起衝突進行。哈爾科夫市市長表示，目前沒有疏散哈爾科夫市的計劃，哈爾科夫州北部8千名疏散平民中，6千名平民被帶到哈爾科夫市。
多名烏克蘭國會議員訪問美國華盛頓，並表示正要求拜登政府取消使用美製武器襲擊俄羅斯境內的禁令，認為有關政策阻止俄羅斯向哈爾科夫進軍時，攻擊俄羅斯陣地。美國國務卿布林肯在基輔會面烏克蘭外長庫列巴後宣布，華盛頓將向烏克蘭提供額外20億美元的軍事融資，另外被問及向俄羅斯境內使用美製武器，布林肯表示，美國不鼓勵烏克蘭向俄羅斯境內使用美製武器，但烏克蘭必需自行決定如何使用美國提供，可以打擊俄羅斯境內目標的武器。
俄羅斯新任國防部長安德烈·別洛烏索夫表示，上任後首要任務是以最小的人員損失贏得「特別軍事行動」，但此前莫斯科在戰場上傷亡人數創紀錄。
烏克蘭國家安全局表示，拘捕6名烏克蘭頓內茨克地區波克羅夫斯基俄羅斯特工網絡成員，涉嫌向俄羅斯提供烏軍位置和裝備等情報，觸犯叛國罪。
俄羅斯聯邦安全局表示，一名扎波羅熱地區波洛吉市居民，涉嫌將俄軍資料傳輸給烏克蘭武裝部隊而被俄羅斯驅逐出境。
俄羅斯總統國際事務助理表示，莫斯科讚賞北京在烏克蘭衝突問題上採取的平衡立場，以及北京方面不參加下個月即將在瑞士舉行的「和平會議」的決定。
法国国防部长表示，法國將向烏克蘭提供新一批Aster地對空飛彈。
烏克蘭資產調查和管理機構表示，1艘屬於逃往俄羅斯，並觸犯叛國罪的俄羅斯總統普京親信烏克蘭寡頭維克托·梅德韋丘克的豪華遊艇，遭克羅埃西亞政府扣留，並移交給烏克蘭政府。愛沙尼亞議會通過法案，允許使用被凍結的俄羅斯資產，來支付烏克蘭戰爭損失的賠償，估計愛沙尼亞持有約4,130萬美元的俄羅斯凍結資產。
斯里蘭卡國防部副部長表示，至少有16名斯里蘭卡公民加入俄軍，並參與在烏克蘭的戰爭後喪生，已確定有288名斯里蘭卡退役士兵參與其中。斯里蘭卡政府正與烏克蘭和俄羅斯的外交部進行談判，以尋求將兩國的斯里蘭卡人安全帶回。

## 5月16日
烏克蘭地方政府表示，截至16日上午9時，俄羅斯在過去24小時內，一共襲擊10個州，包括波爾塔瓦、第尼伯彼得羅夫斯克、哈爾科夫、盧甘斯克、扎波羅熱、蘇梅、切爾尼戈夫、尼古拉耶夫、赫爾松和頓涅茨克州，至少造成4名平民死亡，41名平民受傷。頓涅茨克州檢察官辦公室表示，俄軍使用BM-30「龍捲風」火箭炮襲擊米哈伊利夫卡，至少造成5名平民受傷。赫爾松州檢察官辦公室表示，俄軍襲擊貝里斯拉夫，至少造成1名平民死亡，4名平民受傷。哈爾科夫州州長表示，俄軍使用集束彈藥襲擊沃夫昌斯克，至少造成6人受傷，包括沃夫昌斯克市軍事管理局局長和2名醫務人員。另外，哈爾科夫州總檢察長辦公室表示，俄軍對赫拉夫斯凱發動襲擊，至少造成2名平民死亡。赫爾松地區軍事管理局表示，俄軍炮擊科拉貝爾尼，至少造成2名平民受傷。
烏克蘭武裝部隊總參謀部表示，自全面入侵以來，俄羅斯在烏克蘭損失488,460名士兵，過去一天俄軍有1,520人傷亡，累計損失7,529輛坦克、14,538輛裝甲戰鬥車輛、17,048輛車輛和油箱、12,565門火砲系統、1,070套多管火箭系統、798套防空系統、351架飛機、325架直升機、10,028架無人機、2,200枚巡航導彈、26艘船隻和1艘潛艇等。總參謀部發言人表示，烏軍在扎波羅熱州羅博季涅附近沒有失去陣地，俄軍過去一天中4次襲擊羅博季涅附近的防線，挫敗俄羅斯在哈爾科夫州沃夫昌斯克穩定陣地的計劃。
俄羅斯國防部表示，防空系統在圖拉州上空2架無人機，布良斯克州上空擊落1架，卡盧加州上空擊落1架，別爾哥羅德州上空擊落1架，俄佔克里米亞上空擊落6架。
俄羅斯國防部表示，烏軍過去一天在各地區前線共損失約1,320名士兵，摧毀烏軍一個無人艇倉庫和烏克蘭雇傭軍臨時部署點，以及113個有生力量和烏克蘭軍事裝備聚集區。另外，國防部宣佈，與俄羅斯國民近衛軍共同保障國際原子能機構觀察員在扎波羅熱核電站進行新一輪輪換時的安全，將沿其行經路線宣佈停火。
烏克蘭總統澤連斯基訪問哈爾科夫，並聽取軍事指揮官關於戰場局勢的報告，哈爾科夫州的局勢總體上得到控制，烏軍對俄軍造成重大損失。另外，澤連斯基接受美國廣播公司採訪時表示，烏克蘭不能失去哈爾科夫市，形容局勢非常嚴重，但烏克蘭可以透過額外2套愛國者防空系統阻止俄羅斯佔領該市，現時俄軍在哈爾科夫州進攻期間，推進到10公里深，並已經穩定前線，俄軍被烏克蘭的第一道防線阻止。烏克蘭內政部長表示，俄軍正在哈爾科夫州北部俘虜烏克蘭平民，並阻止平民在哈爾科夫州沃夫昌斯克北部疏散，並且已經接獲多宗俄軍處決平民的案件，其中1名沃夫昌斯克居民拒絕服從俄羅斯士兵命令，並試圖逃跑被俄羅斯士兵射殺，其他平民被俘虏並被迫進入地下室。
烏克蘭傳媒《基輔獨立報》引述烏克蘭國防部情報總局消息報道，情报总局对俄罗斯图拉州國防武器制造工厂发动无人机袭击。
俄羅斯總統普京訪問中國，並與中華人民共和國領導人習近平會面，會後兩人一同會見記者，其中普京表示，俄中在國際舞台上保持緊密協作，共同致力於推動建立更加民主的多極化世界秩序。習近平表示，雙方認為政治解決烏克蘭危機是正確方向，強調中方的立場一貫、明確，期待歐洲大陸早日恢復和平穩定，願繼續為此發揮建設性作用。
俄羅斯聯邦安全局表示，逮捕1對俄羅斯夫婦，涉嫌與烏克蘭軍事情報部門合作，試圖炸毀克里米亞鐵路。
美國歐洲司令部司令兼歐洲盟軍最高司令表示，俄羅斯派駐哈爾科夫州的部隊人數不足以對烏克蘭防禦取得戰略突破。
丹麥國防部宣佈，向烏克蘭提供新一批軍事援助，價值約8.15億美元，其中3.49億美元用於防空、火炮、炮彈和其他彈藥。
波蘭眾議院以381票贊成，19票反對，20票棄權，通過烏克蘭難民法修正案，規定將俄乌战争開始後抵達波蘭的烏克蘭公民的合法居留期限延長至2025年9月30日，及剝奪達到服役年龄的烏克蘭人在波蘭接受社會援助的權利。
美國財政部表示，對2名俄羅斯個人和3個總部位於俄羅斯的實體實施制裁，涉嫌幫助俄羅斯從北韓獲得武器。紐西蘭外交部長宣佈，對28名個人和14個實體實施新一輪制裁，涉嫌支援俄羅斯入侵烏克蘭，參與向俄羅斯轉讓北韓或伊朗武器。
國際貨幣基金組織發言人表示，西方國家不應扣押俄羅斯的資金，此舉可能破壞全球貨幣體系。

## 5月17日
烏克蘭空軍表示，午夜至凌晨期間，俄軍從濱海阿赫塔爾斯克和庫爾斯克州發射20架無人機，防空部隊在哈爾科夫、波爾塔瓦、文尼察、敖德薩和尼古拉耶夫州上空擊落全部無人機。烏克蘭哈爾科夫州州長表示，凌晨1時左右，當局解除超過16個半小時的俄羅斯無人機和彈道導彈空襲警報，是自2022年2月俄羅斯全面入侵以來最長的一次，其中一次無人機襲擊，擊中哈爾科夫霍洛德諾希爾斯基，沒有傷亡報告，另外表示俄軍先後兩次使用空中炸彈襲擊哈爾科夫市霍洛德諾希爾斯基，至少造成4名平民死亡，31名平民受傷。哈爾科夫州檢察官辦公室表示，俄軍繼續試圖在哈爾科夫州突破訪線，在前線城市沃夫昌斯克，期間至少有2名平民死亡，1名平民受傷。敖德薩市長表示，俄軍對敖德薩市發動導彈襲擊，至少造成3名平民受傷。
烏克蘭武裝部隊總參謀部表示，自全面入侵以來，俄羅斯在烏克蘭損失489,870名士兵，過去一天俄軍有1,410人傷亡，累計損失7,547輛坦克、14,552輛裝甲戰鬥車輛、17,104輛車輛和油箱、12,603門火砲系統、1,071套多管火箭系統、800套防空系統、353架飛機、326架直升機、10,073架無人機、2,200枚巡航導彈、26艘船隻和1艘潛艇等。烏克蘭武裝部隊總司令表示，俄軍擴大在哈爾科夫州的進攻行動，迫使烏克蘭部署更多的預備役部隊，俄軍未能取得突破，但總司令承認未來將有艱難的戰鬥。
俄羅斯國防部表示，防空系統和黑海艦隊在過去一夜，摧毀102架烏克蘭無人機和6艘無人艇，在克里米亞半島上空攔截51架無人機，在克拉斯諾達爾邊疆區上空摧毀44架，在別爾哥羅德州上空摧毀6架，在庫爾斯克州上空摧毀1架無人機以及在黑海水域摧毀6艘無人艇。俄羅斯Telegram新聞頻道「Astra」報道，無人機凌晨襲擊新罗西斯克市一家煉油廠和海港，並发生爆炸。别尔哥罗德州州長表示，無人機凌晨襲擊別爾哥羅德州的多個定居點，造成两人死亡。俄佔塞瓦斯托波尔市長表示，烏克蘭的袭击导致该市停电。
俄羅斯國防部表示，過去一周內，俄軍北方集團軍解放哈爾科夫州12個定居點，武裝部隊使用高精度武器和無人機發動28次襲擊，攻擊烏克蘭軍隊指揮所、防空系統、軍火庫等，過去一周烏軍損失達9,565名軍人，防空部隊擊落烏克蘭6架米格-29戰機、1架蘇-27戰機、31枚陸軍戰術導彈系統導彈、329架無人機及其他目標。自特別行動開始以來，俄軍共摧毀烏克蘭軍用飛機601架、直升機274架、無人機24,234架、防空導彈系統522套、坦克和其他裝甲戰車16,058輛、多管火箭炮戰車1,303輛、野戰火炮和迫擊炮9,635門、特種戰車21,763輛。
俄羅斯總統普京表示，俄羅斯截至今天沒有計劃佔領哈爾科夫市，襲擊哈爾科夫州是為了建立緩衝區，以防止對別爾哥羅德遭到炮擊。
烏克蘭總統澤連斯基簽署法律修正案，對逃避兵役和其他違反動員規則的行為處以罰款86美元至1,500美元不等，並簽署法案，允許因某些指控被定罪的公民在軍隊服役。另外，澤連斯基接受法新社採訪時表示，俄羅斯本月在哈爾科夫州的進攻可能是幾波浪潮中的第一次，俄軍可能會試圖爭奪州首府哈爾科夫市，又指出烏克蘭僅擁有充分擊退俄羅斯襲擊所需的25%防空能力，烏克蘭將需要25套愛國者系統或同等系統、100多架先進飛機，包括F-16戰機，來對抗俄羅斯的空中力量。
烏克蘭哈爾科夫州警察調查部門負責人表示，俄軍在烏克蘭沃夫昌斯克俘虜多達40名平民，大多數是老年人，並正在將他們用作人肉盾牌，全部被關在地下室，接受自稱俄羅斯聯邦安全局的人的審訊。
俄羅斯外交部发言人回應，日前在愛沙尼亞議會決定支持扣押凍結的俄羅斯資產以支持烏克蘭的計劃時表示，將任何奪取俄羅斯財產的非法行為被視為公然搶劫。
烏克蘭總理什梅加爾表示，政府撥款超過3千8百萬美元修復哈爾科夫州芝米夫發電站和基輔州特里皮爾利亞發電站。
歐盟理事會宣佈，由於支持和協助俄羅斯對烏克蘭戰爭進行虛假宣傳，決定對總部位於布拉格的親俄傳媒「歐洲之聲」和3家俄羅斯媒體，包括俄羅斯國家通訊社「俄羅斯新聞社」、「俄羅斯消息報」和「俄羅斯報」實施廣播禁令，但有關媒體及其雇員仍然可以在歐盟境內進行研究和採訪。英國外交大臣宣佈，針對俄羅斯與北韓之間以武器換取石油的貿易，對來自北韓和俄羅斯的3間公司和1名個人實施制裁。
匈牙利外交部長表示，匈牙利在歐洲理事會部長會議中否決正式承認和支持烏克蘭總統澤連斯基 10點和平方案的決議，指出其他人提出其他計劃，但會議沒有考慮，將俄羅斯排除在機構之外意味著和平談判行不通。
美國《華盛頓郵報》引述烏克蘭前線士兵消息報道，烏軍使用的星鏈衛星於5月10日首次完全無法運作，當日俄軍從烏克蘭東北部邊境發動新一輪進攻，烏克蘭第125國土防御旅亦因俄軍電子干擾，與正在偵察邊境局勢的無人機失去視訊通訊。

## 5月18日
烏克蘭空軍表示，午夜至凌晨期間，俄軍從濱海阿赫塔爾斯克和庫爾斯克州發射13架無人機，防空部隊在哈爾科夫、波爾塔瓦、文尼察、尼古拉耶夫和第聶伯羅彼得羅夫斯克州上空擊落全部無人機。 哈爾科夫市長表示，俄軍下午使用UMPB D-30滑翔炸彈襲擊哈爾科夫市一個居民區，至少造成6名平民受傷，包括2名兒童。烏克蘭總檢察長辦公室表示，俄軍對一輛試圖從哈爾科夫州沃夫昌斯克撤離平民的汽車進行射擊，至少造成2名平民死亡，2名平民受傷。赫爾松州州長表示，俄軍分別對季亞金卡和斯坦尼斯拉夫發動襲擊，至少造成2名平民死亡，1名平民受傷。
烏克蘭武裝部隊總參謀部表示，自全面入侵以來，俄羅斯在烏克蘭損失491,080名士兵，過去一天俄軍有1,210人傷亡，累計損失7,560輛坦克、14,595輛裝甲戰鬥車輛、17,169輛車輛和油箱、12,639門火砲系統、1,071套多管火箭系統、801套防空系統、354架飛機、326架直升機、10,108架無人機、2,203枚巡航導彈、26艘船隻和1艘潛艇等。烏克蘭第110機械化旅表示，其高射炮手在頓涅茨克州阿夫迪夫卡再擊落1架俄羅斯蘇-25戰機，成為2星期內第4架被擊落的同款戰機。
俄羅斯國防部表示，防空系統擊落37架無人機、1枚圓點-U戰術導彈以及21枚美制海馬斯、捷克製吸血鬼和赤楊多管火箭炮彈，在黑海西部水域和第聶伯河摧毀2艘烏克蘭無人艇。另外，國防部表示，防空系統在別爾哥羅德州上空擊落4枚鐵錘精確制導炸彈和2枚AGM-88高速反輻射飛彈。
俄羅斯國防部表示，俄羅斯北部集團軍佔領哈爾科夫地區斯塔里察居民點，烏軍過去一天在各地區前線共損失約1,725名士兵。自特別行動開始以來，俄軍共摧毀601架烏克蘭軍用飛機、274架直升機、24,271架無人機、522套防空導彈系統、16,074輛坦克和其他裝甲戰車、1,304輛多管火箭炮戰車、9,664門野戰火炮和迫擊炮、21,783輛特種戰車。
烏克蘭總統澤連斯基表示，烏克蘭的合作夥伴害怕俄羅斯輸掉這場戰爭，擔心俄羅斯在對烏克蘭的戰爭中失敗，將引致不可預測的地緣政治風險，並希望基輔以俄羅斯不輸的方式獲勝，但澤連斯基認為，為了讓烏克蘭獲勝，需要獲得能夠獲勝的一切。澤連斯基在晚間講話中表示，烏軍正擊退俄羅斯對頓涅茨克州恰西夫亞爾的襲擊，俄羅斯正在失去軍隊和軍事裝備，並預計即將在瑞士舉行的和平峰會將公布一項行動計劃，涉及三個關鍵領域，包括保護港口基礎設施的自由航行、全球糧食安全和烏克蘭經濟發展。
俄羅斯聯邦安全會議副主席梅德韋傑夫表示，由於烏克蘭使用遠程飛彈，特別是「暴風影」和「SCALP-EG」的射程至少為550公里，而別爾哥羅德和基輔之間的距離為429公里，因此俄羅斯應擴大「缓冲区」以保護俄羅斯領土，如有必要將其擴大到波蘭边境。
烏克蘭國家調查局表示，已指控俄羅斯聯邦安全局局長亞歷山大·博爾特尼科夫和另外20名俄羅斯特別部門高級官員策劃和協助對2013年烏克蘭親歐盟示威運動進行非法阻撓行動，最終親歐盟示威運動成為俄烏戰爭的導火線。
烏克蘭地面部隊表示，一名男子在第聶伯羅彼得羅夫斯克州錫涅利尼科沃鎮刺傷一名徵兵官員。烏克蘭國家警察發言人表示，一些長途貨車司機駕駛貨車倒塞敖德薩州內的基輔-敖德薩高速公路，抗議同日生效的新版動員法。
俄羅斯獨立媒體Mediazona與BBC新聞俄語根據公共來源，包括訃告、親屬、地區媒體和地方當局的報道，確認自2022年2月俄羅斯全面入侵烏克蘭以來，52,789名俄羅斯陣亡士兵的名字，超過3,400名軍官在烏克蘭的戰鬥中喪生，其中403名軍官軍銜為中校或更高，報道明確表示，實際數字可能更高。
德國國防部長表示，政府需要在2024財年額外撥款38億歐元來幫助烏克蘭。
英国国防大臣表示，自5月初以來英國已向乌克兰提供80枚防空飛彈，另外20枚將於6月前交付，並且已經提供包括反地雷設備在內的30多個托盤的零件和超過100萬發彈藥、20輛維京裝甲兩棲車和4000多件軍服。
乌克兰空军第831战术航空旅参谋长陣亡。

## 5月19日
烏克蘭空軍表示，午夜至凌晨期間，俄軍從濱海阿赫塔爾斯克和庫爾斯克州發射37架無人機，防空部隊在基輔、敖德薩、尼古拉耶夫、蘇梅、文尼察、日托米爾、切爾卡瑟和赫爾松州上空擊落全部無人機。烏克蘭哈爾科夫州州長表示，上午十一時左右，俄軍使用2枚9K720伊斯坎德爾導彈，對哈爾科夫北部郊區發動「雙連擊戰術」襲擊，在救援人員趕到現場後，對同一地點發動第2次襲擊，至少造成5名平民死亡，包括1名孕婦，16名平民受傷，傷亡人員中包含多名救援人員。另外，州長表示，俄軍對哈爾科夫州庫皮安斯克區多個村莊發動襲擊，至少造成5名平民死亡，9名平民受傷。哈爾科夫州檢察官辦公室表示，俄軍全日對沃夫昌斯克市發動多次襲擊，至少造成1名平民死亡，3名平民受傷。赫爾松地區軍事管理局表示，俄軍對赫爾松地區多地發動一系列襲擊，至少造成6名平民受傷。
烏克蘭武裝部隊總參謀部表示，自全面入侵以來，俄羅斯在烏克蘭損失492,290名士兵，過去一天俄軍有1,210人傷亡，累計損失7,576輛坦克、14,630輛裝甲戰鬥車輛、17,251輛車輛和油箱、12,687門火砲系統、1,074套多管火箭系統、803套防空系統、354架飛機、326架直升機、10,155架無人機、2,204枚巡航導彈、26艘船隻和1艘潛艇等。烏克蘭海軍表示，在午夜至凌晨的襲擊中，摧毀俄軍黑海艦隊掃雷艇「科夫羅維茲」號。
俄羅斯國防部表示，午夜至凌晨期間，防空系統在克里米亞上空擊落9枚ATACMS戰術飛彈和1架無人機，在別爾哥羅德地區擊落3架無人機，在克拉斯諾達爾地區上空擊落57架無人機。全日防空系統擊落 103架無人機、1枚圓點-U戰術導彈、12枚美制ATACMS戰役戰術導彈、4枚法制鐵錘制導炸彈和2枚美制AGM-88高速反輻射飛彈以及9枚美制海馬斯和1枚赤楊火箭彈。俄羅斯克拉斯諾達爾邊疆區作戰指揮部表示，烏軍凌晨企圖使用無人機襲擊民用設施，至少擊落10架無人機，其中一架墜落在庫班河畔斯拉維揚斯克煉油廠廠區，沒有引發火災。俄佔赫爾松官員表示，拉登斯克一輛汽車遭到烏克蘭襲擊，造成1人死亡。俄佔頓涅茨克地區官員表示，遭到烏克蘭襲擊，造成1人受傷。
俄羅斯國防部表示，俄軍部隊過去一天摧毀112個地區的烏軍有生力量和軍事裝備，自特別行動開始以來，俄軍共摧毀烏克蘭601架軍用飛機、274架直升機、24,374架無人機、522套防空導彈系統、1,6085輛坦克和其他裝甲戰車、1,305輛多管火箭炮戰車、,9683門野戰火炮和迫擊炮、21,815輛特種戰車。
烏克蘭傳媒《真理報》引述烏克蘭國家安全局消息報道，國家安全局和無人機部隊襲擊庫什切夫斯卡婭軍事基地和斯拉維揚斯克煉油廠。
烏克蘭總統澤連斯基在晚間講話中表示，烏軍在哈爾科夫州獲得更堅實的陣地，並且已經接獲烏克蘭武裝部隊總司令瑟爾斯基的通知，瑟爾斯基將留在前線指揮，烏軍亦成功擊退俄軍對頓涅茨克州恰西夫亞爾等地的襲擊。
俄羅斯內政部宣布，將烏克蘭總統辦公室副主任、軍事情報官員羅曼·馬紹韋茨列入刑事通緝名單。
英國國防大臣夏博思表示，西方目前延遲對烏克蘭提供戰爭軍事援助的立場是完全沒有意義，夏博思認同早前烏克蘭總統澤連斯基所講，個別烏克蘭國際盟友害怕俄羅斯輸掉戰爭會影響國際秩序，但需要明白現時正處於一場關於世界秩序方式和民主生存的鬥爭中，西方軍事援助的延遲，特別是來自美國的軍事援助，對戰場產生非常明顯的影響，如俄羅斯對烏克蘭哈爾科夫邊境地區發動的新一輪進攻。並且敦促柏林和其他盟國向烏克蘭發射遠端導彈，並允許基輔攻擊俄佔克里米亞的設施。
烏克蘭最大鋼鐵生產商「安賽樂米塔爾」執行董事表示，乌克兰的「新動員法」威脅到公司克里沃羅格工廠的工人數量，自烏克蘭軍事行動開始以來，該工廠1.8萬名員工中已有3千5百名員工陣亡，38人被列為失蹤人口。

## 5月20日
烏克蘭地方政府表示，截至20日上午9時，俄羅斯在過去24小時內，一共襲擊10個州，包括第尼伯彼得羅夫斯克、哈爾科夫、盧甘斯克、扎波羅熱、蘇梅、切爾尼戈夫、尼古拉耶夫、赫爾松、敖德薩和頓涅茨克州，至少造成12名平民死亡，55名平民受傷。烏克蘭空軍表示，午夜至凌晨期間，俄軍從濱海阿赫塔爾斯克和庫爾斯克州發射29架無人機，防空部隊在敖德薩、尼古拉耶夫、波爾塔瓦和利沃夫州上空擊落全部無人機。另外，俄軍向哈爾科夫州發射9K720伊斯坎德爾導彈。赫爾松州長表示，俄軍襲擊赫爾松市，至少造成1名平民死亡，1名平民受傷。另外，赫爾松州軍事管理局表示，俄軍對比洛澤爾卡發動襲擊，至少造成2名平民受傷。扎波羅熱州州長表示，俄軍襲擊斯捷普諾希爾斯克前線村莊，至少造成1名平民死亡。
烏克蘭武裝部隊總參謀部表示，自全面入侵以來，俄羅斯在烏克蘭損失493,690名士兵，過去一天俄軍有1,400人傷亡，累計損失7,590輛坦克、14,665輛裝甲戰鬥車輛、17,311輛車輛和油箱、12,737門火砲系統、1,076套多管火箭系統、807套防空系統、354架飛機、326架直升機、10,236架無人機、2,205枚巡航導彈、26艘船隻和1艘潛艇等。另外，總參謀部表示，烏軍正在哈爾科夫州距離沃夫昌斯克約16公里的斯塔里察附近擊退俄軍的襲擊。烏克蘭盧甘斯克州州長表示，烏克蘭使用火箭彈襲擊俄佔盧甘斯克郊區尤維列伊涅的俄羅斯軍事基地。烏克蘭哈爾科夫州副州長表示，在俄羅斯的持續進攻下，烏軍仍然控制哈爾科夫州沃夫昌斯克約60%土地。
俄羅斯國防部表示，在過去24小時防空系統擊落烏克蘭1枚海王星反艦導彈、45架無人機、1枚法制鐵錘航空制導炸彈、4枚美制海馬斯和赤楊火箭彈，下午15時左右。防空系統在別爾哥羅德州上空摧毀2枚赤楊火箭彈和2架無人機。俄佔盧甘斯克官員表示，烏軍使用法制暴風影導彈襲擊尤比列伊內村，至少5人受傷。俄羅斯國營通訊社「俄羅斯新聞社」報道，俄羅斯克拉斯諾達爾邊疆區一個煉油廠在烏克蘭的無人機襲擊中受損。
俄羅斯國防部表示，南部集團軍部隊已完全控制盧甘斯克地區比洛霍里夫卡，烏軍過去一天在各地區前線共損失約1,260名士兵，自特別軍事行動展開以來，累計摧毀烏軍601架飛機、274架直升機、24,419架無人機、523防空導彈發射裝置、16,097輛坦克及裝甲車輛、1,305門多管火箭炮、9,700門野戰炮和迫擊炮、21,843輛特種軍車。俄佔頓涅茨克地區官員表示，位於恰西夫亞爾東部的烏克蘭武裝部隊幾乎已被摧毀，現時部分地區處於灰色地帶，但烏軍仍在嘗試將預備隊轉移到該市東部。俄羅斯聯邦安全局表示，過去一星期安全局在頓涅茨克地區上空發現並攔截215架烏克蘭無人機。
烏克蘭總統澤連斯基於2019年5月20日宣誓就職，展開5年總統任期，到2024年5月20日結束，根據烏克蘭憲法，下一屆總統選舉本應於2024年3月31日舉行，但由於俄羅斯入侵烏克蘭所導致的戒嚴令，烏克蘭憲法規定戒嚴生效期間，禁止舉行任何選舉，期間總統任期將延長至解嚴和選出新任總統為止。總統澤連斯基在接受路透社採訪時亦談及有關問題，表示由於戒嚴令持續生效，其五年任期還沒有結束，而且根據戒嚴令，憲法授權延長其總統任期，另外又表示西方合作伙伴審議關於烏克蘭軍事援助的關鍵決定需時太耐，大家一起作出的每一個決定，都晚了大約一年。
俄羅斯聯邦安全會議副主席、前總統梅德韋傑夫表示，烏克蘭總統澤倫斯基是一個合法的軍事目標，澤倫斯基已經主管一個敵視俄羅斯的政權，並正在對俄羅斯發動戰爭，發動戰爭的國家主管人通常被認為是合法的軍事目標。俄羅斯總統新聞秘書佩斯科夫表示，澤連斯基的合法性問題不會影響特別軍事行動的進程，行動仍在繼續。
烏克蘭國家安全與國防事務委員會秘書長表示，烏克蘭清楚理解與俄羅斯的全面戰爭，需要隨着談判而結束，這正是烏克蘭十點和平計劃被制定和正在推廣的原因。
烏克蘭國家電力公司表示，從當地時間5月20日下午6時到午夜，全國工業和家庭電力消費者實行每小時能源關閉。
俄羅斯對外情報局表示，根據訊息，西方國家對烏克蘭領導人支持率的災難性下降極為擔憂，特別是在「基輔當局」通過新版動員法後。
俄羅斯常駐聯合國代表瓦西里·內本齊亞表示，透過政治和外交手段真正解決烏克蘭危機仍然是可能的，西方有必要停止向基輔班德拉政權提供武器，使烏克蘭恢復中立、不結盟和無核地位。烏克蘭也必須實現非軍事化和去納粹化，並且必須充分保障俄語公民和少數民族的權利，但任何潛在的談判都必須以俄羅斯擁有新領土主權現實為基礎。
愛沙尼亞總理卡拉斯接受英國《金融時報》採訪時表示，個別北約盟國擔心向烏克蘭派遣軍隊訓練烏克蘭士兵，可能會被拉入與俄羅斯的戰爭的說法，沒有充分的根據。立陶宛外交部長表示，必須允許烏克蘭使用西方提供的武器打擊俄羅斯境內的目標，美國限制對俄羅斯境內使用遠端ATACMS導彈一個錯誤決定，從一開始，就犯下限制烏克蘭人的錯誤，此類決定以對俄羅斯的恐懼為主導，並擔心衝突升級到烏克蘭境外。
荷兰國防部長卡伊薩·奧隆格倫在烏克蘭國防聯絡小組的線上會議上宣布，很快將向烏克蘭武裝部隊提供装备控制武器站的YPR步兵戰車。西班牙國防部長在烏克蘭國防聯絡小組會議上宣佈，西班牙將向烏克蘭提供新一批援助計劃，包含將於6月下旬交付第二批豹型坦克，155毫米炮彈，新一批愛國者防空導彈，防空無人機，光電監視和跟蹤系統以及遠端武器炮塔。
聯合國難民署駐烏克蘭代表表示，烏克蘭人道主義援助的需求急增，但對烏克蘭提供的人道主義援助正在下降，現時烏克蘭有400萬流離失所者，隨著俄羅斯的全面入侵進入第三年，情況只會惡化，但國際人道主義援助的資金正在減少。
俄羅斯新西伯利亞法院宣判，一名24歲男子涉嫌受烏克蘭指使，協助縱火襲擊西伯利亞一個征兵站，並縱火焚燒當地一所音樂教育學校，觸發叛國罪，判處25年監禁。

## 5月21日
烏克蘭空軍表示，午夜至凌晨期間，俄軍從濱海阿赫塔爾斯克、俄佔克里米亞喬達角和庫爾斯克州發射29架無人機，防空部隊在敖德薩、尼古拉耶夫、第聶伯羅彼得羅夫斯克、哈爾科夫、切爾卡瑟、赫爾松和基洛夫赫拉德州上空擊落28架無人機。烏克蘭哈爾科夫州州長表示，午夜至凌晨期間，俄軍使用無人機襲擊哈爾科夫市，至少造成5名平民休克。另外，使用1枚導彈襲擊市內交通基礎設施，至少造成2名平民休克。赫爾松州州長表示，俄軍1架無人機向安托尼夫卡投擲炸藥，至少造成3名平民受傷。另外，州長表示，俄軍下午4時左右對赫爾松市舒門斯基發動空襲，至少造成3名平民受傷。
烏克蘭武裝部隊總參謀部表示，自全面入侵以來，俄羅斯在烏克蘭損失495,070名士兵，過去一天俄軍有1,380人傷亡，累計損失7,605輛坦克、14,699輛裝甲戰鬥車輛、17,383輛車輛和油箱、12,779門火砲系統、1,077套多管火箭系統、811套防空系統、354架飛機、326架直升機、10,290架無人機、2,207枚巡航導彈、27艘船隻和1艘潛艇等。總參謀部證實，位於俄佔克里米亞塞凡堡港的一艘22800型風暴級巡邏艦「旋風號」在19日遭烏軍導彈襲擊，擊中後沉沒。烏克蘭軍方霍爾蒂恰作戰戰略小組發言人表示，烏軍已經穩定包括沃夫昌斯克在內，哈爾科夫州的軍事局勢，但仍然複雜。
俄羅斯國防部表示，過去24小時，防空系統擊落45架烏克蘭無人機、2枚美制陸軍戰術導彈、8枚法制斯卡普EG遠程巡航導彈、5枚法制鐵錘精確制導炸彈、4枚美制哈姆反輻射導彈，以及8枚海瑪斯和赤楊多管火箭炮炮彈。俄羅斯別爾哥羅德州州長表示，烏軍無人機襲擊別爾哥羅德州一輛汽車，至少造成1人死亡，3人受傷。
俄羅斯國防部表示，在過去24小時，俄羅斯武裝力量、無人機、導彈部隊和炮兵等摧毀95個軍人和軍事裝備聚集區，自俄羅斯開展特別軍事行動以來，俄軍已摧毀烏克蘭601架軍用飛機、274架直升機、24,464架無人駕駛飛行器、523套防空導彈系統、16,114輛坦克和其他裝甲戰車、1,306輛多管火箭系統戰車、9,717門野戰火炮和迫擊炮以及21,872輛軍用特種車輛。烏軍過去一天在各地區前線共損失約1,660名士兵。俄佔哈爾科夫地區軍民管理局負責人表示，俄軍已經完全解放沃爾昌斯克北部。
烏克蘭總統澤連斯基在晚間講話中表示，頓涅茨克州波克羅夫斯克、克拉馬託斯克和庫拉霍韋方向的前線局勢仍然極其困難，但烏軍已經成功在哈爾科夫州擊退俄軍。烏克蘭哈爾科夫州州長表示，仍有約100名烏克蘭平民留在爆發激烈戰鬥的沃夫昌斯克，但俄軍拒絕允許平民離開，並威脅要向平民開槍。
烏克蘭內閣批准一項措施，將為確認已摧毀俄羅斯軍事裝備的烏克蘭士兵提供額外的假期，士兵在確認摧毀一艘俄羅斯船隻或飛機後，將獲得五天假期，摧毀防空系統或直升機可獲得四天假期，摧毁坦克或裝甲運兵車可獲得三天假期。烏克蘭司法部副部長表示，已有3千多名罪犯申請有條件釋放，以加入烏克蘭武裝部隊，被允許參軍的罪犯名單不包括被判犯有蓄意謀殺、性暴力、販毒或生產以及危害國家安全罪的人，被招募的罪犯總數受到法律對類別的限制、健康狀況以及可以服役的部隊指揮官意見。
俄羅斯聯邦偵查委員會表示，烏軍准將安德烈·格納托夫因2019年在頓巴斯地區犯下的罪行，被俄羅斯書面判處28年監禁，並發出通緝令。
俄羅斯國營通訊社「塔斯社」引述執法機構消息報道，曾領導俄軍在扎波羅熱地區的拉博蒂諾戰役的第58集團軍前司令伊萬·波波夫將軍，涉嫌詐欺被捕。
烏克蘭前最大反對黨「反對派平台－為了生活」聯合主席，逃往俄羅斯且遭烏克蘭通緝的烏克蘭親俄政治家維克托·梅德韋丘克表示，澤連斯基從2024年5月21日起，任期屆滿，不能再履行總統職權，喪失豁免權，應當按照烏克蘭刑法典第109條，關於實施奪佔國家權力行動的規定，追究其篡奪國家政權的刑事責任。但根據烏克蘭戒嚴法規定，戒嚴期間禁止選舉，烏克蘭憲法第108條所規定，現任總統可以行使權力直至新當選的總統就職為止，因此澤連斯基的延任，合乎烏克蘭法律。
歐盟理事會同意將凍結的俄羅斯主權資產利潤用於援助烏克蘭，預計今年可以籌集32.6億美元利潤，其中90%用於烏軍援助，並將於7月開始，每半年一次向烏克蘭提供俄羅斯被凍結資產所產生的利潤。
德國外交部長貝爾伯克到訪烏克蘭首都基輔，並表示烏克蘭需要更多防空武器來擊退俄羅斯的空襲，貝爾伯克已經與德國國防部長共同發起全球防空系統倡議，已經籌集超過10億歐元，烏克蘭防空部隊提供更多支援。另外，貝爾伯克和歐盟委員會發言人一同表示，會繼續承認烏克蘭總統澤連斯基的合法性，並且批評俄羅斯官員形容澤倫斯基是非法總統，指出包括德國在內的許多國家的憲法都禁止在戒嚴期間舉行選舉。
荷蘭國防部宣佈，10名烏克蘭士兵已經在荷蘭完成F-16戰機的維修訓練。
加拿大全球事務部表示，制裁2名個人和6家航運公司，涉嫌協助向俄羅斯提供，包括彈道導彈在內的武器。
美国共和黨肯塔基州參議員蘭德·保羅在參議院聽證會上，質詢美國國務卿安東尼·布林肯有關當前對烏克蘭-俄羅斯戰爭的政策時表示，俄羅斯目前在人員和物資方面的優勢，令烏克蘭能夠從俄羅斯手中奪回被佔領领土的目标不可能实现，又形容俄乌戰爭最有可能的結果是朝鮮半島式的分裂。

## 5月22日
烏克蘭地方政府表示，截至22日上午9時，俄羅斯在過去24小時內，一共襲擊10個州，包括第尼伯彼得羅夫斯克、哈爾科夫、盧甘斯克、扎波羅熱、蘇梅、切爾尼戈夫、尼古拉耶夫、赫爾松、基洛夫格勒和頓涅茨克州，至少造成3名平民死亡，19名平民受傷。烏克蘭空軍表示，午夜至凌晨期間，俄軍從濱海阿赫塔爾斯克、俄佔克里米亞喬達角和庫爾斯克州發射24架無人機，防空部隊在尼古拉耶夫、第聶伯羅彼得羅夫斯克、扎波羅熱、頓涅茨克、蘇梅和敖德薩州上空擊落全部無人機。烏克蘭哈爾科夫州州長表示，俄軍上午襲擊楚胡伊夫中部，損壞一所幼兒園，至少造成7名平民受傷。哈爾科夫市長表示，俄軍下午1時45分左右使用導彈襲擊哈爾科夫市，至少造成10名平民受傷。烏克蘭內政部長表示，俄軍在哈爾科夫州沃夫昌斯克附近向疏散人群中，一輛警車發射一架無人機，至少造成1名警官死亡，1名警官受傷。
烏克蘭武裝部隊總參謀部表示，自全面入侵以來，俄羅斯在烏克蘭損失496,370名士兵，過去一天俄軍有1,300人傷亡，累計損失7,611輛坦克、14,721輛裝甲戰鬥車輛、17,442輛車輛和油箱、12,820門火砲系統、1,077套多管火箭系統、812套防空系統、354架飛機、326架直升機、10,346架無人機、2,208枚巡航導彈、27艘船隻和1艘潛艇等。總參謀部表示，烏軍在頓涅茨克州波克羅夫斯克附近摧毀一架俄羅斯蘇-25攻擊機，已經是一個月內第五架，並且摧毀一套俄羅斯S-400防空系統。烏克蘭盧甘斯克州州長表示，俄軍過去3天一直試圖對盧甘斯克州比洛霍里夫卡，但局勢由烏克蘭控制，此前俄羅斯國防部聲稱已經佔領當地。
俄羅斯國防部表示，過去24小時，防空系統擊落34架烏克蘭無人機、2枚鐵錘航空制導炸彈和1枚海馬斯火箭彈。俄佔扎波羅熱核電站的俄羅斯代表表示，烏克蘭無人機襲擊核電站的運輸車間，未造成人員傷亡或嚴重破壞。俄佔盧甘斯克官員表示，烏軍對俄佔盧甘斯克地區利西昌斯克發動襲擊，至少造成1人死亡。俄佔頓涅茨克地區官員表示，烏軍使用陸軍戰術導彈系統襲擊頓涅茨克地區莫斯皮諾，至少導致20多棟房屋受損，6名平民受傷。
俄羅斯國防部表示，南部集團軍部隊已完全控制頓涅茨克地區巴赫穆特西南方的克列謝耶夫卡村，烏軍過去一天在各地區前線共損失約1,300多名士兵，在過去24小時，俄羅斯武裝力量、無人機、導彈部隊和炮兵等摧毀102個軍人和軍事裝備聚集區，自俄羅斯開展特別軍事行動以來，俄軍已摧毀烏克蘭601架軍用飛機、274架直升機、24,498架無人駕駛飛行器、523套防空導彈系統、16,121輛坦克和其他裝甲戰車、1,307輛多管火箭系統戰車、9,740門野戰火炮和迫擊炮以及21,915輛軍用特種車輛。俄佔哈爾科夫行政機構領導人表示，哈爾科夫地區約300平方公里地區，共13個居民點由俄羅斯聯邦武裝部隊控制。
烏克蘭總檢察長表示，執法部門已經確認357名涉嫌戰爭罪的俄羅斯軍人和俄佔地區官員，被指控故意殺害、酷刑和虐待平民和戰俘，其中83人已被定罪，有關罪行已經與聯合國法外處決、即決處決或任意處決問題特別報告員進行討論。烏克蘭警方表示，俄軍在哈爾科夫州沃夫昌斯克鎮向試圖逃離戰鬥的平民開槍，共發生幾起類似事件，當局正在進行調查。
烏克蘭議會以277票支持，決定成立防禦工事的特別臨時委員會，以便盡快通過更多防禦工事安排。烏克蘭赫梅利尼茨基州法院裁定，釋放2名自願參軍的囚犯，成為法例通過後首次，2名男子在2022年被判盜竊罪，分別被判處四年零九個月和五年零五個月的監禁，囚犯必須一直接受註冊軍事單位的監管，未經指揮官許可不得離開其部隊。
烏克蘭財政部表示，自全面戰爭爆發以來，烏克蘭公民、企業和銀行以市場條件購買250億美元的國內政府債券，這些資金在整個全力戰爭中維持烏克蘭的財政穩定方面發揮重要作用，但財政部長表示，烏克蘭國家預算中存在軍事支出所需的50億美元缺口。烏克蘭能源部表示，在維也納舉行的國際原子能機構核安全會議上，54個代表團支持烏克蘭關於俄羅斯正在危及全球核和輻射安全的宣告，宣告指出俄羅斯故意無視國際法在扎波羅熱核電站進行軍事行動，並且攻擊烏克蘭的能源設施，危及烏克蘭和其他地區的安全。
俄羅斯總統兒童權利全權代表表示，在「特別軍事行動」期間，有70名兒童返回烏克蘭與親人團聚，6名兒童返回俄羅斯。俄羅斯國家電視台「今日俄羅斯」總編輯瑪格麗塔•西蒙尼揚公布基輔過去四個月來，一直拒絕交換的烏克蘭戰俘名單，共有500人，又聲稱基輔只選擇38名有價值的亞速營戰俘。
俄罗斯檢察長辦公室宣布，烏克蘭非政府組織「烏克蘭自由民主聯盟」公開傳播反俄思想，並籌集資金支持烏克蘭武裝部隊，在國際平台上呼籲國際封鎖俄羅斯、擴大反俄制裁，並支持極端組織並幫助其活動分子，將有關組織列入不受歡迎名單。俄罗斯聯邦安全局表示，一名來自俄羅斯赤塔的婦女，涉嫌與烏克蘭分享俄軍行動的錄影，被判處12年监禁。
波蘭外交部發言人表示，波蘭政府正在考慮是否讓其防空力量在烏克蘭領土上擊落俄羅斯導彈，正在從法律和技術角度考慮，沒有正式決定。
中華人民共和國政府宣佈，為回應美國向台灣出售武器以及對美國指控中國公司協助俄羅斯對烏克蘭發動戰爭的制裁，進行反制措施，制裁12間美國軍事公司和10名公司主管。
美國眾議院議長約翰遜表示，美國應該允許烏克蘭以烏克蘭認為合適的方式發動反擊，現時美國對烏克蘭的努力進行細微管理，並非良好政策。
英國國防大臣沙普斯表示，美英兩國情報顯示，中國向俄羅斯提供或準備向提供致命武器援助，用於對烏克蘭的戰爭。但美國國家安全顧問沙利文表示，雖然是全面入侵開始以來，曾多次警告中國可能向俄羅斯提供武器，但現時未看見有關證據。
瑞典武裝部隊最高指揮官表示，形容前一天，俄羅斯單方面公佈，改變波羅的海與立陶宛和芬蘭的海上邊界的計劃，是俄羅斯總統普京正在尋求擴大俄烏戰爭至波羅的海，並尋求控制波羅的海，現時著眼於控制瑞典的哥特蘭島，另外瑞典預計需要長達兩年的時間才能達到預期的能力，為烏克蘭提供更多彈藥並加強瑞典武裝部隊。
德國政府表示，德國已經向烏克蘭移交10輛豹1 A5坦克、豹2坦克彈藥、8千多發155毫米彈藥、50多架偵察無人機以及其他援助。
美國《華爾街日報》進行調查顯示，約75%的受訪烏克蘭公司將員工短缺視為2024年的主要問題，現時烏克蘭的動員影響包括建築、農業和運輸在內，傳統上由男性主導的行業，加上全面入侵，导致乌克兰以西的大規模人口流動，加劇烏克蘭重工業集中的東部地區的勞動力短缺。

## 5月23日

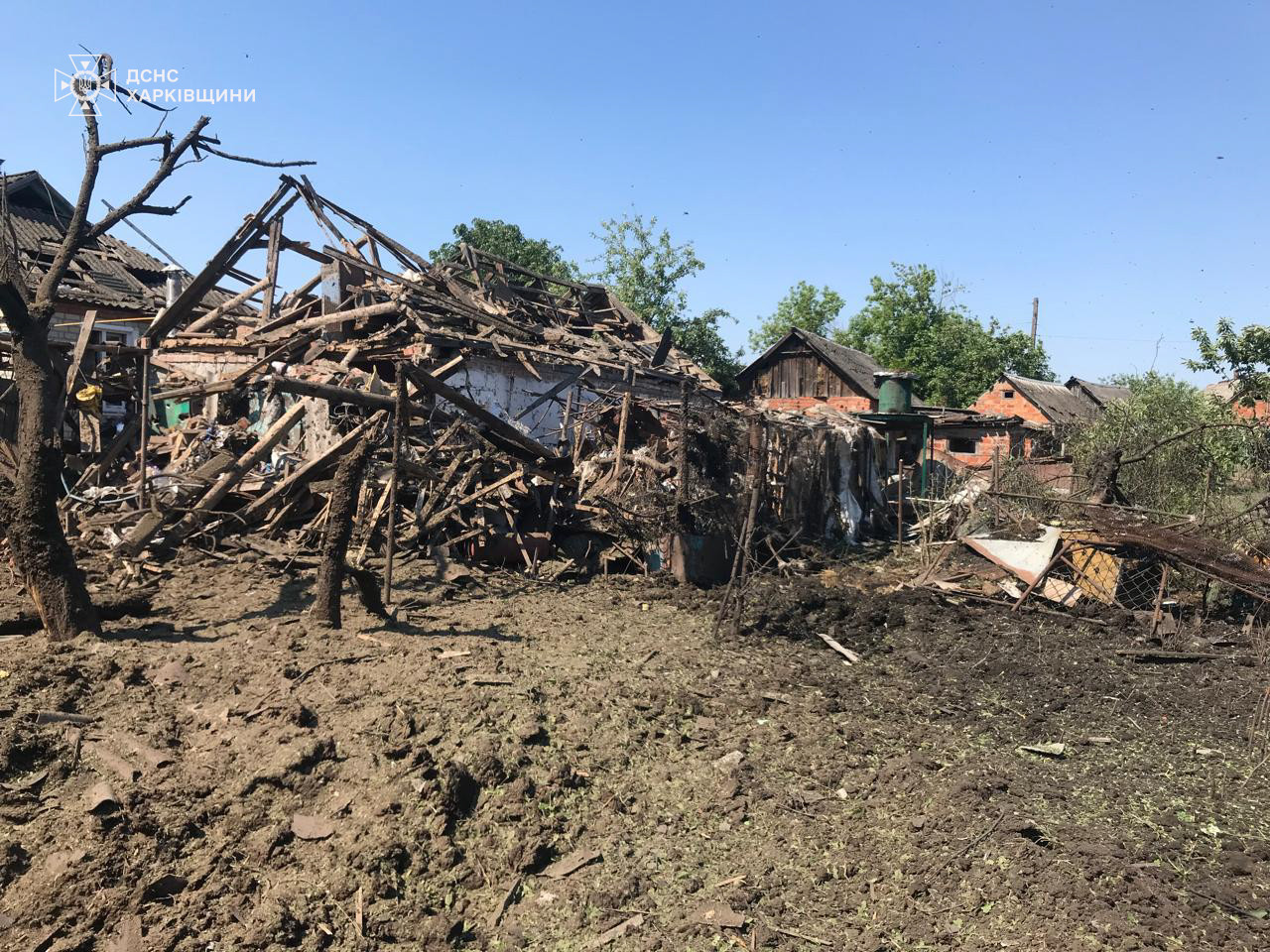
俄軍轟炸哈爾科夫地區佐洛奇夫後

烏克蘭哈爾科夫州長表示，俄軍對哈爾科夫州多地發動襲擊，其中在哈爾科夫市的哈爾科夫印刷廠遭到導彈襲擊，至少造成7名平民死亡，16名平民受傷，其他地方則至少造成7名平民受傷。扎波羅熱州州長表示，俄軍襲擊小托克馬奇卡，至少造成1名平民死亡。
烏克蘭武裝部隊總參謀部表示，自全面入侵以來，俄羅斯在烏克蘭損失497,700名士兵，過去一天俄軍有1,330人傷亡，累計損失7,622輛坦克、14,748輛裝甲戰鬥車輛、17,513輛車輛和油箱、12,860門火砲系統、1,077套多管火箭系統、813套防空系統、355架飛機、326架直升機、10,391架無人機、2,209枚巡航導彈、27艘船隻和1艘潛艇等。烏克蘭武裝部隊第41獨立機械化旅表示，俄軍正試圖在頓涅茨克州恰西夫亞爾附近推進，但遭到烏軍擊退。烏克蘭武裝部隊總司令錫爾斯基表示，俄軍哈爾科夫州沃夫昌斯克的巷戰中完全陷入困境，遭受非常嚴重的損失，並且正從其他地區調置後備部隊增援，俄軍亦在利普齊附近轉為積極防禦，並攻擊烏軍陣地，在哈爾科夫州庫皮揚斯克市北部森林地區則發生激烈戰鬥。烏克蘭武裝部隊第110機械化旅表示，在頓巴斯地區擊落1架俄羅斯蘇-25戰機，是24小時內第二架，1個月第六架。
俄羅斯國防部表示，過去24小時，防空系統擊落烏克蘭53架無人機、6枚美制陸軍戰術導彈、3枚法制鐵錘精確制導炸彈、4枚美制哈姆反輻射導彈，以及47枚美制海瑪斯、捷克制吸血鬼和赤楊多管火箭炮炮彈，其中防空系統在距離邊境約1200公里的鞑靼斯坦共和國耶拉布加上空擊落1架烏克蘭無人機。別爾哥羅德州州長，别尔哥罗德州遭到无人机袭击，1人喪生。
俄羅斯國防部表示，南部集團軍部隊已完全控制頓涅茨克地區安德烈耶夫卡村，烏軍過去一天在各地區前線共損失約1,700多名士兵，在過去24小時，俄羅斯武裝力量、無人機、導彈部隊和炮兵等摧毀112個軍人和軍事裝備聚集區，自俄羅斯開展特別軍事行動以來，俄軍已摧毀烏克蘭601架軍用飛機、274架直升機、24,551架無人駕駛飛行器、523套防空導彈系統、16,134輛坦克和其他裝甲戰車、1,310輛多管火箭系統戰車、9,771門野戰火炮和迫擊炮以及21,935輛軍用特種車輛。俄羅斯車臣共和國行政長官卡德羅夫在與俄羅斯總統普京會晤時表示，自「特別軍事行動」開始以來，車臣共向戰區派遣大約4.35萬名戰士，其中包括1.8萬名志願者，採購1,693輛特種車輛，約6,000架四旋翼無人機，向俄佔地區輸送2.6萬噸人道主義援助。
俄罗斯总统普京签署法令，允許沒收美國在俄境內資產，包括證券、在俄羅斯公司的股份、不動產、動產及其他財產權等，以補償俄方在美資產被沒收的損失。
俄佔克里米亞官員，俄佔辛菲羅波爾地區遭到導彈襲擊，2人死亡。多個克里米亞Telegram頻道報道，俄佔克里米亞塞瓦斯托波爾、葉夫帕託里亞和阿盧什塔發生多次爆炸事件。烏克蘭反佔領游擊運動「阿泰什」表示，俄佔克里米亞阿盧什塔市的俄羅斯通訊樞紐及指揮中心遭到導彈襲擊，造成重大破壞和大量傷亡。
俄羅斯國營通訊社「俄羅斯新聞社」援引法院公告報道，俄羅斯武裝力量通訊總局局長、陸軍副總參謀長沙馬林中將涉嫌收受大額賄賂而被拘留，成為俄羅斯1個月內第4名遭逮捕的高級國防官員。
烏克蘭國會人權監察員表示，在卡達的協助下，再有13名兒童從俄羅斯返回烏克蘭。俄羅斯聯邦人權事務專員表示，幾個月來都未能讓烏克蘭以交換方式接收他們的戰俘，俄方向烏克蘭方面發出一份500 名戰俘名單給烏克蘭國會人權監察員，請他採取措施加快交換進程。
中國外交部發言人汪文斌否認中國向俄羅斯提供致命武器，並反駁英國外交大臣沙普斯前一天聲稱掌握中國向俄羅斯提供致命武器的的證據，指責對方發表毫無事實根據的誹謗。
斯洛伐克傳媒引述執法部門消息報道，本月15日企圖槍殺斯洛伐克總理羅伯特·菲佐的男子不滿左翼政府的施政，而斯洛伐克反對向烏克蘭提供援助，也成為兇手暗殺的動機。
挪威宣布禁止俄公民以“旅游或其他非必要旅行”为由入境挪威，該规定于5月29日生效。挪威還表示會向乌克兰提供價值1.9亿美元的军事援助。
俄羅斯軍事法院判決，一名36岁的俄罗斯男子涉嫌加入俄罗斯自由军团并破坏铁路设备，犯下叛國罪和恐怖主義罪被判处25年监禁。

## 5月24日
烏克蘭地方政府表示，截至24日上午9時，俄羅斯在過去24小時內，一共襲擊9個州，包括第尼伯彼得羅夫斯克、哈爾科夫、盧甘斯克、扎波羅熱、蘇梅、切爾尼戈夫、尼古拉耶夫、赫爾松和頓涅茨克州，至少造成10名平民死亡，48名平民受傷，其中傷亡主要集中在哈爾科夫州。第聶伯羅彼得羅夫斯克州州長表示，俄軍襲擊尼科波爾，至少造成3名平民受傷。
烏克蘭武裝部隊總參謀部表示，自全面入侵以來，俄羅斯在烏克蘭損失498,940名士兵，過去一天俄軍有1,240人傷亡，累計損失7,635輛坦克、14,775輛裝甲戰鬥車輛、17,569輛車輛和油箱、12,902門火砲系統、1,080套多管火箭系統、813套防空系統、356架飛機、326架直升機、10,401架無人機、2,209枚巡航導彈、27艘船隻和1艘潛艇等。烏克蘭武裝部隊總參謀部官員表示，烏軍成功阻止哈爾科夫地區的俄軍進攻，並正在進行反擊。
俄羅斯國防部表示，防空系統午夜至凌晨，摧毀烏軍向克里米亞上空發射的3枚ATACMS導彈和向別爾哥羅德州上空發射的2架無人機，在黑海海域摧毀3艘駛向克里米亞的無人艇。
俄羅斯國防部表示，過去一周內，俄軍深入敵方防線，消滅烏軍1,1200多人，防空系統擊落2架烏克蘭米格-29戰機、8枚法制斯卡普EG巡航導彈、25枚圓點-U和陸軍戰術導彈、18枚法制鐵錘航空制導炸彈、13枚美制哈姆反輻射導彈、1枚海王星反艦導彈、91枚海瑪斯、吸血鬼和赤楊多管火箭炮炮彈以及356架無人機。自特別軍事行動開展以來，俄羅斯武裝力量共摧毀烏克蘭603架軍機、274架直升機、24,590架無人機、524套防空導彈系統、16,149輛坦克和其他裝甲戰車、1,311輛多管火箭系統戰車、9,802門野戰火炮和迫擊炮、21,966輛特種軍用車輛。過去一周，有67名烏克蘭士兵向俄軍投降。
烏克蘭總統澤連斯基到訪一天前在俄羅斯導彈襲擊中被摧毀的哈爾科夫印刷廠，至少造成7名平民死亡。澤連斯基在晚間講話中表示，烏克蘭設法重新控制哈爾科夫州與俄羅斯的邊境地區，並表示烏軍已經奪回俄軍早前佔領的地區。
俄羅斯總統普京表示，烏克蘭瑞士和平會議的目的之一，是基輔政權贊助者想要承認烏克蘭總統澤連斯基的合法性，在訪問白俄羅斯並與總統盧卡申科舉行聯合記者會時，提及俄烏戰事，指出俄方從未放棄談判，是烏方表示談判終止，烏方回到談判桌不能基於一方意願，而要基於在白俄和土耳其談判取得的成果及當前的現實，同時強調，俄方談判對象必須是合法的烏方代表，質疑20日任期屆滿的烏克蘭總統澤連斯基，能否繼續代表烏方談判。
英國國防部表示，俄羅斯將駐非洲部隊派駐烏克蘭哈爾科夫州，與俄軍和由罪犯組成的風暴Z部隊一同作戰，在過去一週襲擊哈爾科夫州沃夫昌斯克鎮，俄羅斯很可能正在使用以前分配給非洲的資源，來加強對烏克蘭的戰爭。
烏克蘭臨時被佔領土重返社會部表示，烏克蘭當局下令從東北部哈爾科夫州36個定居點疏散123名兒童及其家人或其他法定監護人，以及孤兒或父母照顧的兒童，然後疏散至西北部的沃倫州。
俄羅斯聯邦安全局局長博爾特尼科夫表示，番紅花城市大廳恐怖襲擊事件調查仍在繼續，但初步調查結果顯示，恐怖分子的準備、資金籌集、襲擊和撤離是由極端組織「伊斯蘭國呼羅珊省」成員通過通過互聯網作出指示，目前亦可以確認，烏克蘭軍事情報部門直接參與恐襲，但俄羅斯聯邦安全局未有交代有關細節。
烏克蘭外喀爾巴阡州西南部地區徵兵辦公室表示，1名被醫療委員會認為適合服兵役的應徵士兵，在23日因健康狀況迅速惡化，在徵兵辦公室逝世。烏克蘭赫梅利尼茨基州法院裁定，釋放50名自願參軍的囚犯，囚犯必須一直接受註冊軍事單位的監管，未經指揮官許可不得離開其部隊。
北約秘書長斯托爾滕貝格表示，呼籲停止禁止烏克蘭使用西方提供的武器打擊俄羅斯境內的目標。匈牙利總理奧爾班表示，俄軍正在對烏克蘭發動一場嚴肅而艱難的戰爭，我認為俄羅斯不能擊敗烏克蘭，而突然「吞噬」整個西方世界是不合邏輯，這種情況的可能性非常渺茫，匈牙利致力於保護北約成員國的使命，但對向烏克蘭提供資金和供應武器感到擔憂，因為它不是聯盟成員。
美國國防部宣佈，向烏克蘭提供新一批價值2.75億美元的軍事援助計劃，包括高機動火炮火箭系統彈藥、155毫米和105毫米高需求炮彈、60毫米迫擊炮彈以及管式發射、光學跟蹤、線制導導彈等。德國國防部長表示，德國已經向基輔交付新一套Iris-T防空系統。
英國《路透社》引述3位熟悉俄羅斯總統普京人士消息報道，俄羅斯總統普京準備透過談判，停止烏克蘭戰爭，並且凍結目前的戰線，如果基輔和西方不做出迴應，普京準備繼續戰鬥。烏克蘭外交部長庫萊巴迴應關於普京據稱願意在前線停止戰爭的報道，形容普京害怕成功舉行和平峰會，因此希望擾亂烏克蘭即將在瑞士舉行的有關峰會。不久俄罗斯总统普京表示，他支持在当前现实基础上与乌克兰谈判。他還認為俄羅斯需要与合法的乌克兰当局打交道，俄罗斯才能与乌克兰签署和平协议，但泽连斯基並不是合法的乌克兰总统。

## 5月25日
烏克蘭哈爾科夫地區檢察官辦公室表示，俄軍凌晨1時左右對哈爾科夫州發動4次導彈襲擊，當中包括S-300導彈。哈爾科夫市長表示，導彈擊中並完全摧毀斯洛比茨基一所教育機構和30多輛，沒有傷亡報告。另外，哈爾科夫州州長表示，俄軍對哈爾科夫一家大型建築材料商場發射2枚制導炸彈，當時有約超過200人身處超市內，至少造成19名平民死亡，包括2名兒童，54名平民受傷。僅數小時後，俄軍再對哈爾科夫市中心一個密集住宅區發動襲擊，至少造成25名平民受傷，包括1名兒童，另外俄軍對哈爾科夫州佩切尼吉、楚胡伊夫和庫皮揚斯克等定居點，至少造成10名平民受傷。赫爾松州州長表示，俄軍襲擊12個定居點，共至少造成4名平民受傷。頓涅茨克州州長表示，俄軍襲擊扎利茲內，至少造成1名平民死亡，並在其他定居點造成5名平民受傷。
烏克蘭武裝部隊總參謀部表示，自全面入侵以來，俄羅斯在烏克蘭損失500,080名士兵，過去一天俄軍有1,140人傷亡，累計損失7,650輛坦克、14,786輛裝甲戰鬥車輛、17,608輛車輛和油箱、12,929門火砲系統、1,082套多管火箭系統、814套防空系統、356架飛機、326架直升機、10,414架無人機、2,209枚巡航導彈、27艘船隻和1艘潛艇等。烏克蘭第110機械化旅表示，高射炮手在頓涅茨克州摧毀1架俄羅斯蘇-25攻擊機。
俄羅斯國防部表示，上午11時30分和下午14時防空部隊在別爾哥羅德州上空摧毀烏軍2架無人機。俄羅斯別爾哥羅德州州長表示，早上烏克蘭無人機先後兩次襲擊捨別基諾市，沒有傷亡報告。州長晚上表示，烏軍襲擊別爾哥羅德市，防空部隊晚上22時30分左右，擊落1枚海王星反艦導彈和29枚吸血鬼多管火箭炮系統火箭彈，但仍然損壞多棟房屋和天然氣管道，至少造成4人受傷。另烏軍炮擊別爾哥羅德州十月鎮，導致2人死亡，10人受傷。
俄羅斯國防部表示，中部集團軍部隊已控制頓涅茨克地區阿爾漢格爾斯科耶居民點，烏軍過去一天在各前線地區損失約1,485多名士兵。
烏克蘭總統澤連斯基表示，俄軍在本月初向哈爾科夫州發起的攻勢中，損失比烏軍多八倍，這些數字表明俄羅斯總統普京完全不關心人命。
烏克蘭司法部部長表示，新版徵兵法案生效後，已有近350名囚犯被釋放，並加入烏軍。烏克蘭法院文件顯示，烏克蘭國家調查局開始就哈爾科夫州缺乏準備和防禦組織，對烏克蘭武裝部隊第125旅及其下屬部隊展開調查。
烏克蘭外交部長在俄羅斯對哈爾科夫市大型商場襲擊後，呼籲烏克蘭的合作伙伴向烏克蘭提供額外防空和支援。聯合國駐烏克蘭人道主義協調員表示，俄羅斯對哈爾科夫一個大型商場的致命襲擊違反國際法，對事件感到震驚，形容哈爾科夫的居民每天都忍受着不同程度的恐怖。歐盟外交與安全政策高級代表表示，譴責俄羅斯對哈爾科夫大型商場的襲擊，並敦促歐洲向烏克蘭傳送額外的防空系統。
波蘭外交部長表示，美國已告知俄羅斯，如果使用核武器，美國將對駐烏克蘭的俄軍使用常規武器作出迴應，中國和印度亦曾警告俄羅斯不要使用核武器。

## 5月26日
烏克蘭空軍表示，午夜至凌晨期間，俄軍對烏克蘭發動大規模襲擊，防空部隊在尼古拉耶夫、敖德薩、第聶伯羅彼得羅夫斯克、波爾塔瓦、扎波羅熱、赫梅利尼茨基、基洛夫赫勒、文尼察和切爾尼戈夫州擊落31架無人機和12枚Kh-101/Kh-555巡航導彈。烏克蘭文尼察州州長表示，俄軍凌晨襲擊日梅林卡，至少造成3名平民受傷。哈爾科夫州軍事管理局表示，俄軍對博古斯拉夫卡發動襲擊，至少造成1名平民死亡，2名平民受傷。頓涅茨克州檢察官辦公室表示，俄軍分別襲擊恰西夫亞爾和克拉斯諾格夫卡，至少做成3名平民死亡，2名平民受傷。扎波羅熱州軍事管理局官員表示，俄軍使用Kh-59巡航導彈襲擊扎波羅熱國際機場，沒有傷亡報告。
烏克蘭武裝部隊總參謀部表示，自全面入侵以來，俄羅斯在烏克蘭損失501,190名士兵，過去一天俄軍有1,110人傷亡，累計損失7,662輛坦克、14,803輛裝甲戰鬥車輛、17,639輛車輛和油箱、12,953門火砲系統、1,083套多管火箭系統、814套防空系統、357架飛機、326架直升機、10,425架無人機、2,209枚巡航導彈、27艘船隻和1艘潛艇等。總參謀部表示，俄軍在哈爾科夫州庫皮揚斯克方向的進攻活動急劇增加，雙方全日發生83起衝突，俄軍對庫皮揚斯克方向新伊霍里夫卡、彼得羅巴甫利夫卡、貝雷斯托夫和赫里基夫卡地區發動攻擊。烏克蘭國防部長烏梅羅夫表示，自今年年初以來，俄羅斯已向烏克蘭發射近1萬枚制導炸彈，呼籲合作夥伴協助增加防空力量。
俄羅斯國防部表示，在過去24小時，防空系統擊落烏克蘭53架無人機、5枚美制陸軍戰術導彈、1枚海王星反艦導彈、32枚美制海瑪斯和捷克制吸血鬼多管火箭炮炮彈以及41架無人機。
俄羅斯國防部表示，西部集團軍部隊已經控制哈爾科夫地區貝雷斯托韋。過去一天內，俄军已摧毀烏軍2個彈藥庫，並打擊烏軍在128個區域的有生力量和軍事裝備集結地。自特別行動開始以來，共計摧毀烏克蘭603架軍用飛機、274架直升機、24,656架無人機、524個防空導彈系統、16,166輛坦克和其他裝甲戰車、1,314輛多管火箭系統戰車、9,860門野戰炮和迫擊炮以及22,007輛特種軍車。
烏克蘭傳媒《基輔獨立報》引述烏克蘭國防部情報總局消息報道，情報總局操控一架無人機飛越1800公里襲擊俄羅斯奧倫堡州奧爾斯克斯市超視距雷達「沃羅涅日-M」。
烏克蘭總統澤連斯基在23日遭俄軍摧毀的哈爾科夫印刷廠中，向全世界的領導人發表錄影講話指出，俄軍仍在哈爾科夫州持續發動攻勢，並且在烏克蘭北部邊境附近組建另一支部隊，呼籲全世界的領導人參加於6月15日至16日在瑞士舉行的烏克蘭和平峰會，展示在推進和平方面的力量。澤連斯基在晚間講話中表示，呼籲合作夥伴允許烏克蘭使用西方武器襲擊俄羅斯本土的軍事目標，以摧毁俄軍武器，拯救更多生命。烏克蘭國家邊防局發言人表示，俄羅斯正在與蘇梅州接壤的地區部署軍隊，但現時沒有足夠的軍隊對蘇梅州進行重大襲擊，但仍然可能試圖入侵該地區。
波蘭武裝部隊作戰司令部表示，觀察到俄羅斯聯邦進行密集的遠程航空活動，特別針對烏克蘭西部領土的飛彈襲擊，派遣戰機緊急升空戒備。
德國總理肖爾茨表示，德國已向烏克蘭制定明確規則，禁止使用德國提供的武器攻擊俄俄羅斯本土的軍事目標，亦反對烏克蘭使用西方武器襲擊俄羅斯本土軍事目標，認為有關政策可以防止戰爭升級，又指出俄羅斯在全面入侵烏克蘭期間，每月約有2萬4千名士兵死亡或受重傷，形容這些傷亡都是因為俄羅斯總統的帝國主義自大狂。瑞典國防部長表示，瑞典支持烏克蘭使用西方製造的武器襲擊俄羅斯本土上的目標。
美國管理諮詢公司「貝恩策略顧問」利用公開資料分析表示，俄羅斯工廠今年內可以生產和翻新450萬枚152毫米炮彈，平均成本為每枚1千美元，但歐洲國家和美國預計總共只能生產130萬枚155毫米炮彈，平均每枚成本需要4千美元。

## 5月27日

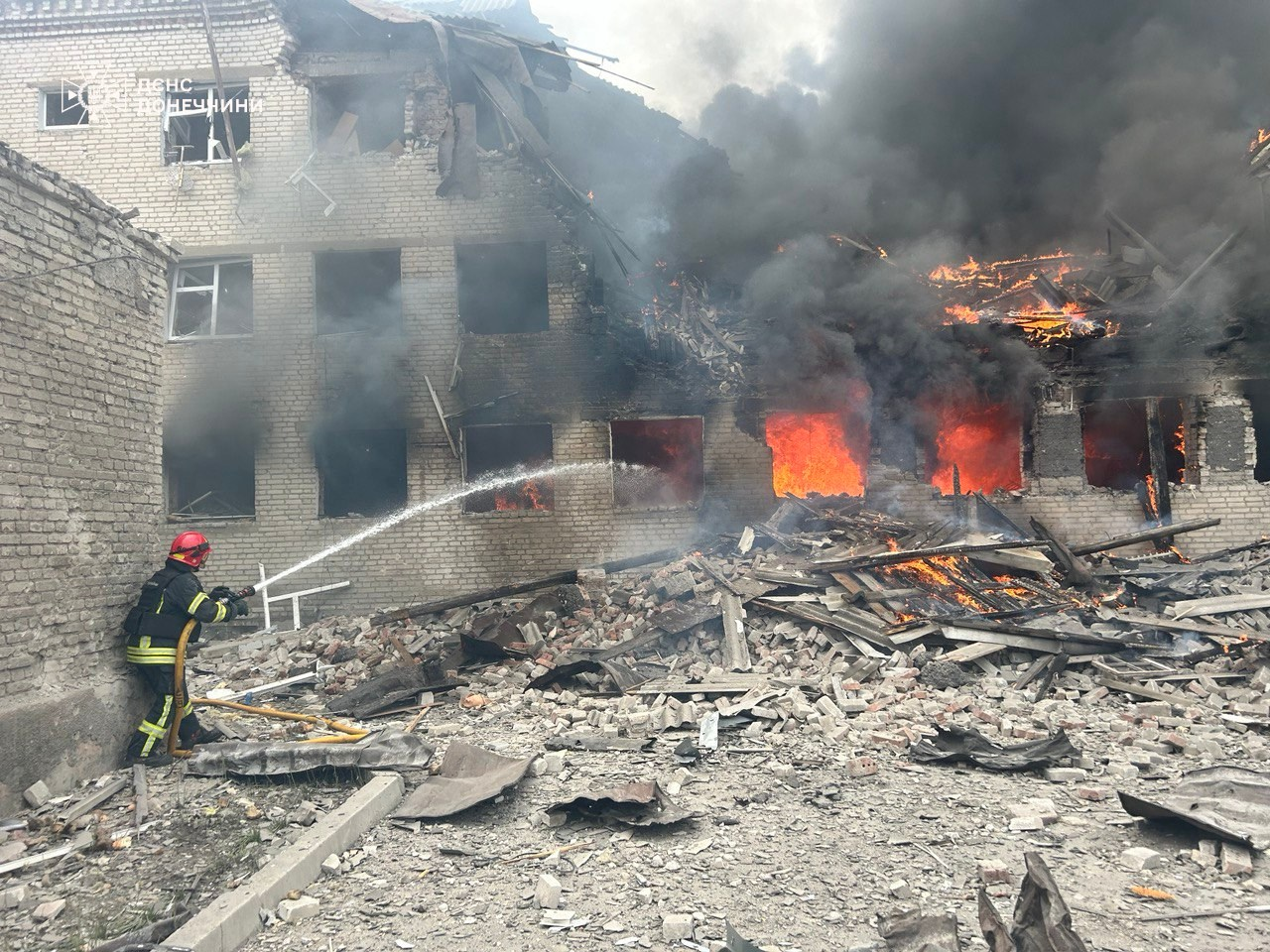
俄軍襲擊頓涅茨克州利曼後

烏克蘭地方政府表示，截至27日上午9時，俄羅斯在過去24小時內，一共襲擊9個州，包括聶伯彼得羅夫斯克、哈爾科夫、盧甘斯克、扎波羅熱、蘇梅、切爾尼戈夫、尼古拉耶夫、赫爾松和頓涅茨克州，至少造成7名平民死亡，15名平民受傷。尼古拉耶夫州州長表示，俄軍對斯尼弗瑞夫卡發動導彈襲擊，至少造成2名平民受傷。哈爾科夫市市長表示，俄軍向霍洛德諾霍爾斯基投擲一枚制導空中炸彈，至少造成1名平民死亡，10名平民受傷。哈爾科夫州長表示，俄軍晚上襲擊博羅娃，至少造成1名平民受傷。
烏克蘭武裝部隊總參謀部表示，自全面入侵以來，俄羅斯在烏克蘭損失502,340名士兵，過去一天俄軍有1,150人傷亡，累計損失7,671輛坦克、14,818輛裝甲戰鬥車輛、17,694輛車輛和油箱、12,981門火砲系統、1,084套多管火箭系統、815套防空系統、357架飛機、326架直升機、10,467架無人機、2,221枚巡航導彈、27艘船隻和1艘潛艇等。
俄羅斯國防部表示，防空系統在過去一夜，於布良斯克州、別爾哥羅德州、奧廖爾州和克拉斯諾達爾邊疆區上空摧毀和攔截12架無人機。俄羅斯奧廖爾州州長表示，午夜至凌晨間，2架無人機墜毀在利夫尼一個加油站，至少造成1人死亡，3人受傷。俄羅斯莫斯科州州長表示，防空系統晚上9時在莫斯科附近巴拉希哈上空攔截1架無人機。
俄羅斯國防部表示，西部集團軍部隊已經控制哈爾科夫地區伊萬尼夫卡，中部集團軍部隊已經控制頓涅茨克地區內泰洛韋，烏軍過去一天在各前線地區損失約2,100多名士兵。自「特别军事行动」开始以来，俄罗斯武装部队总共摧毁603架乌克兰战机、274架直升机、24,700架无人驾驶飞行器、524套地对空导弹系统、16,172辆坦克和其他装甲战车、1,318套多管火箭发射器、9,887门野战炮和迫击炮以及 22,027辆特种军用机动车辆。俄羅斯聯邦安全局表示，過去一周內在俄佔頓涅茨克地區頓涅茨克、馬基伊夫卡、阿夫迪夫卡和霍爾利夫卡等城市上空攔截近200架烏軍無人機。
俄佔盧甘斯克地區官員表示，俄佔盧甘斯克市遭到導彈襲擊並發生爆炸。烏克蘭盧甘斯克州州長表示，前盧甘斯克市高等軍事航空學校的基礎設施和附近的飛機維修廠發生爆炸。

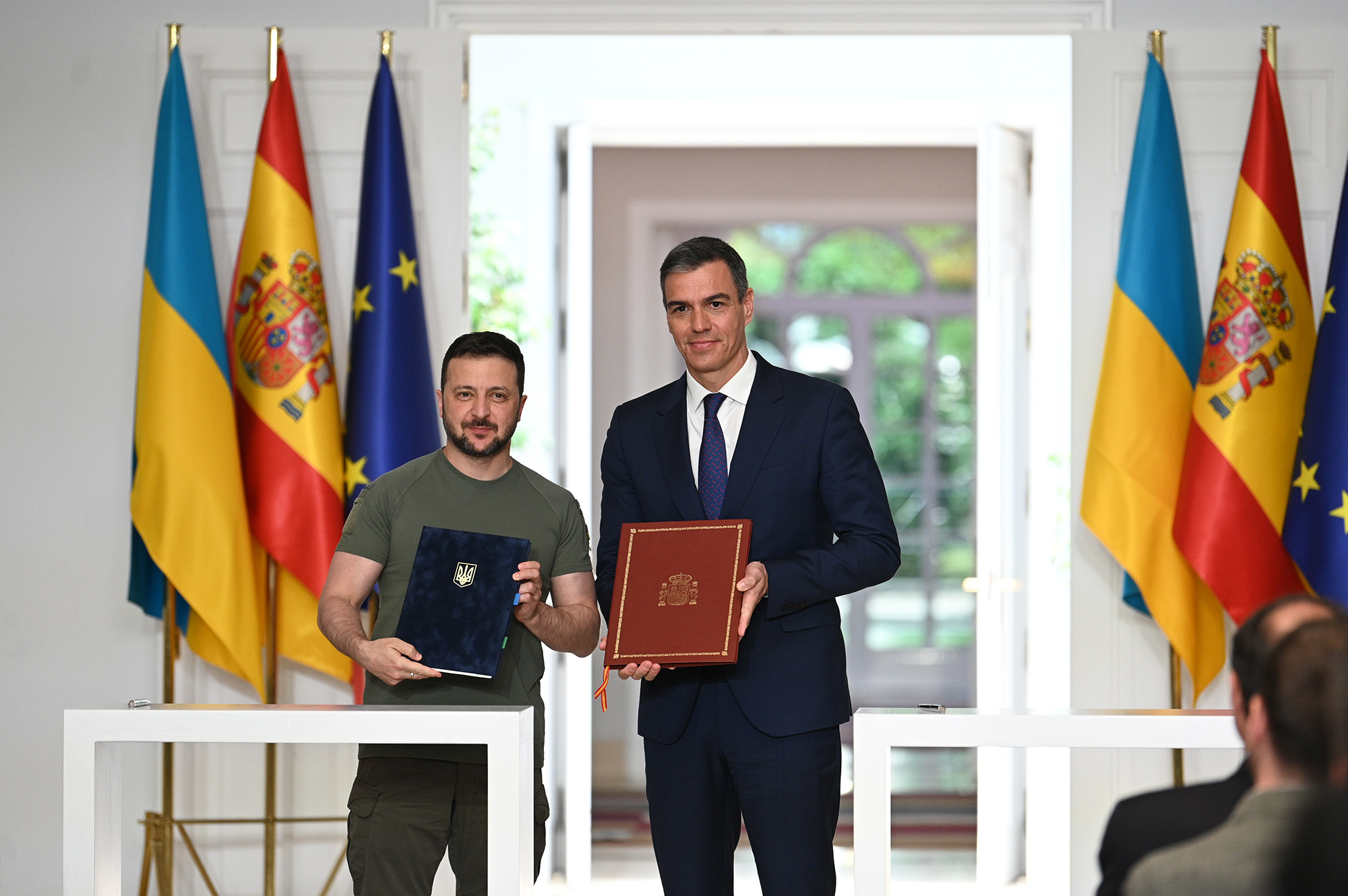
烏克蘭總統澤連斯基與西班牙首相桑切斯會面後簽署雙邊安全協議

烏克蘭總統澤連斯基到訪西班牙首都馬德里，並與西班牙國王和首相等人會面，會面後澤連斯基與西班牙首相桑切斯簽署雙邊安全協議。
烏克蘭武裝部隊總司令瑟爾斯基與法國國防部長勒科爾尼進行視像會晤後表示，法國計劃向烏克蘭派遣教官，並對烏克蘭進行軍隊培訓。烏克蘭司法部長表示，根據新通過法案釋放的罪犯，將在烏克蘭軍隊的獨立部隊服役，不涉及其他軍事人員，截至27日，至少有613名囚犯獲釋放並正在接受至少幾個月的培訓。
烏克蘭安全和國防委員會打擊虛假資訊中心表示，預計俄羅斯政府將啟動一項新心理行動，宣稱將在白俄羅斯等地區開闢新戰線，旨在煽動烏克蘭社會的大規模恐慌，預計俄羅斯和白俄羅斯主管層很快就會發表一系列威脅烏克蘭的挑釁性言論。
北約議會大會以281支持通過批准宣言表示，北約盟國應該取消禁止烏克蘭對俄羅斯境內的軍事目標使用西方提供的武器的限制，應該透過解除限制，支持烏克蘭自衛的國際權利，而且烏克蘭必須儘快獲得一切所需援助，才能獲勝。拉脫維亞總統表示，俄羅斯最近在哈爾科夫州取得的進展，是基輔合作伙伴不允許使用西方武器襲擊俄羅斯本土軍事目標的直接後果。
烏克蘭全國記者聯盟表示，2023年8月在俄佔地區進行報道時失蹤的烏克蘭記者維多利亞·羅希娜父親收到俄羅斯國防部信件，確認羅希娜目前被扣留在俄羅斯境內。紅十字國際委員會亦證實羅希娜被拘留，但目前無法接觸到她。

## 5月28日

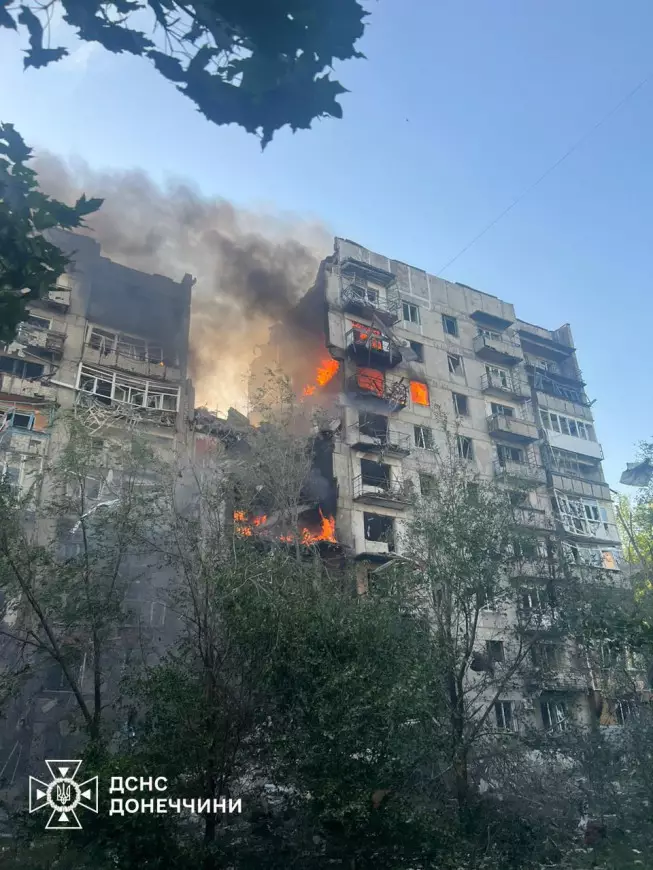
俄軍對頓涅茨克州託列茨克一個居民區投擲3枚制導空中炸彈後

烏克蘭地方政府表示，截至28日上午9時，俄羅斯在過去24小時內，一共襲擊9個州，包括聶伯彼得羅夫斯克、哈爾科夫、盧甘斯克、扎波羅熱、蘇梅、切爾尼戈夫、尼古拉耶夫、赫爾松和頓涅茨克州，至少造成5名平民死亡，32名平民受傷。烏克蘭頓涅茨克州州長表示，俄軍對阿列克西耶沃-德魯日基夫卡投擲一枚1.5噸空中炸彈，至少造成3名平民受傷，包括1名兒童。總檢察長辦公室表示，俄軍對頓涅茨克州託列茨克一個居民區投擲3枚制導空中炸彈，至少造成2名平民死亡，3名平民受傷。
烏克蘭武裝部隊總參謀部表示，自全面入侵以來，俄羅斯在烏克蘭損失503,800名士兵，過去一天俄軍有1,460人傷亡，累計損失7,692輛坦克、14,858輛裝甲戰鬥車輛、17,740輛車輛和油箱、13,029門火砲系統、1,085套多管火箭系統、815套防空系統、357架飛機、326架直升機、10,482架無人機、2,221枚巡航導彈、27艘船隻和1艘潛艇等。
俄羅斯國防部表示，在過去24小時，防空系統擊落烏克蘭1架米格-29戰機、39架無人機，1枚美制陸軍戰術導彈、7枚法制鐵錘制導炸彈和美制海馬斯火箭彈。
俄羅斯國防部表示，在過去24小時，烏軍在各前線地區損失約1,760多名士兵，俄軍戰術航空兵、無人機、導彈部隊和炮兵摧毀118個有生力量和烏軍軍事裝備聚集區，俄軍自開展「特別軍事行動」以來，已累計摧毀烏軍604架戰機、274架直升機、24,739架無人機、524套防空導彈系統、16,182輛坦克及裝甲車輛、1,322門多管火箭系統戰車、9,914野戰火炮和迫擊炮以及22,060輛特種軍用車輛。俄羅斯聯邦安全局第一副局長、邊防局局長表示，自「特別軍事行動」開始以來，俄羅斯邊防軍和武裝力量挫敗烏克蘭武裝組織和偵察破壞小組29次向俄羅斯布良斯克、庫爾斯克、別爾哥羅德和克里米亞的滲透企圖，邊防局在2023年擊落1,300多架侵犯國界的烏克蘭無人機，其中過半是使用電子對抗技術手段。
烏克蘭總統澤連斯基到訪比利時，并會面首相德克羅和簽署安全協議。首相德克羅在記者會上表示，根據安全協議向烏克蘭供應的比利時武器，包括F-16戰機，只可以在烏克蘭領土上使用。澤連斯基其後轉抵葡萄牙進行訪問，會面葡萄牙總理蒙特內格羅並簽署雙邊安全協議。
俄羅斯總統普京表示，根據初步評估，澤連斯基在國家元首權限期滿後，烏克蘭現時唯一合法權力機構是國會和國會議長，如果烏克蘭想舉行總統選舉，那就必須取消戰爭狀態法，但基輔政權並不想舉行選舉。又指出西方軍隊或進入烏克蘭將使局勢升級，也是朝歐洲衝突和全球衝突邁進的又一步。烏克蘭國會議長斯特凡丘克駁斥俄羅斯總統普京關於烏克蘭總統澤連斯基合法性的說法，指出根據烏克蘭憲法，總統履行其權力，直到新當選的總統上任，因此，澤連斯基仍然是並將繼續擔任烏克蘭總統，直到戒嚴令結束，所有安排都符合烏克蘭憲法和法律，形容普京的說法既可預測又荒謬。
烏克蘭總理什梅哈爾與波蘭總統杜達、丹麥總理弗雷德裡克森、荷蘭總理魯特和拉脫維亞總理西利諾瓦等在捷克布拉格舉行會議，討論如何改善對烏克蘭的援助協調，包括彈藥供應、防空和國防工業合作。烏克蘭國防部長烏梅羅夫表示，第一批F-16戰機很快將交付烏克蘭，但西方合作伙伴的軍事援助約有一半會延遲。
俄羅斯外交部負責基輔政權罪行問題的無任所大使表示，2024年年初至今，烏克蘭對俄羅斯地區發動的襲擊，已造成30名兒童死亡、95名兒童受傷。
烏克蘭國防部情报總局表示，俄罗斯正加强在非洲多國，包括卢旺达、布隆迪、刚果和乌干达进行僱傭兵招募，承諾提供2千美元薪金，每月2200美元津贴、医疗保险以及僱傭兵及其家人可獲得俄罗斯护照。
法國總統馬克龍表示，由於俄羅斯從本土的軍事基地向烏克蘭進行導彈襲擊，因此應該允許烏克蘭襲擊俄羅斯本土上的軍事基地，若限制烏克蘭使用武器，只是告訴烏克蘭我們會提供武器，但你不能自衛。捷克總理表示，捷克支持允許烏克蘭使用西方武器攻擊俄羅斯境內的目標，早前透過捷克主導在歐盟以外地區為烏克蘭購買的炮彈，將於未來數天交付烏克蘭。波蘭外交部長表示，波蘭不應排除向烏克蘭派遣軍隊的可能性。
比利時外交部長表示，比利時將在2028年前向烏克蘭提供30架F-16，第一批戰鬥機將在今年稍後抵達。瑞典國防部長表示，瑞典應合作伙伴要求暫停討論向烏克蘭提供獅鷲戰機的計劃，重點向烏克蘭提供F-16戰機，以免同時引入兩款不同系統。
瑞典政府宣布，撥款超過5,600萬歐元協助烏克蘭確保能源系統的運作。
德国傳媒《图片报》報道，烏克蘭軍隊至少一次自行使用來自德國的美製「愛國者」防空系統進行攻擊行動，引起德國和美國的不滿，並威脅如果再發生同類事件，將停止供應防空飛彈。

## 5月29日
烏克蘭空軍表示，午夜至凌晨期間，俄軍從濱海阿赫塔爾斯克發射14架無人機，防空部隊在尼古拉耶夫、基洛夫格勒和裡夫內州上空擊落13架無人機。第聶伯羅彼得羅夫斯克州州長表示，俄軍襲擊尼科波爾，至少造成2名平民死亡，2名平民受傷。
烏克蘭武裝部隊總參謀部表示，自全面入侵以來，俄羅斯在烏克蘭損失505,100名士兵，過去一天俄軍有1,300人傷亡，累計損失7,700輛坦克、14,891輛裝甲戰鬥車輛、17,796輛車輛和油箱、13,066門火砲系統、1,087套多管火箭系統、815套防空系統、357架飛機、326架直升機、10,510架無人機、2,222枚巡航導彈、27艘船隻和1艘潛艇等。烏克蘭哈爾科夫州州長表示，俄軍可能會在哈爾科夫州西北部發動襲擊，俄羅斯正增加在利普齊、沃夫昌斯克和庫皮揚斯克方向的軍事儲備，以保持進攻力量。
俄羅斯國防部表示，過去24小時，防空系統擊落烏克蘭空軍1架米格-29戰機，摧毀31架無人機，2枚美制HARM反雷達導彈、2枚法制鐵錘制導炸彈以及9枚冰雹和赤楊多管火箭炮炮彈。俄佔扎波羅熱地區官員表示，烏軍對埃涅爾戈達爾和卡緬卡-第聶伯羅夫斯卡亞進行轟炸。
俄羅斯國防部表示，烏軍在各前線地區損失約1,300多名士兵，俄軍戰術航空兵、無人機、導彈部隊和炮兵摧毀118個有生力量和烏軍軍事裝備聚集區，俄軍開展「特別軍事行動」以來，已累計摧毀烏軍605架戰機、274架直升機、24,770架無人機、524套防空導彈系統、16,191輛坦克及裝甲車輛、1,322門多管火箭系統戰車、9,930野戰火炮和迫擊炮以及22,093輛特種軍用車輛。
俄羅斯聯邦人權事務專員指責基輔當局，不斷提出新和牽強的要求，以確保進一步釋放戰俘，導致戰俘交換已經暫停幾個月。
俄羅斯獨立媒體Mediazona與BBC新聞俄語根據公共來源，包括訃告、親屬、地區媒體和地方當局的報道，確認自2022年2月俄羅斯全面入侵烏克蘭以來，54,185名俄羅斯陣亡士兵的名字，超過3,500名軍官在烏克蘭的戰鬥中喪生，其中414名軍官軍銜為中校或更高，報道明確表示，實際數字可能更高。
波蘭安全部門表示，逮捕1名男子，涉嫌試圖獲取越過邊境進入烏克蘭的軍車照片，以及另外3名男子，涉嫌按照俄羅斯情報部門的命令縱火。
瑞典國防部宣佈，向烏克蘭提供新一批軍事援助，價值13億美元，其中包括ASC-890空中預警機、瑞典庫存內全部Pansarbandvagn 302步兵戰車、炮彈、防空導彈以及維護材料。
美國國務卿布林肯表示，美國將根據需要調整禁止烏克蘭使用美國提供的武器襲擊俄羅斯境內目標的政策。
波蘭國防部副部長表示，烏克蘭有權以它認為合適的情況自衛，波蘭不限制烏克蘭使用波蘭武器攻擊俄羅斯本土，認為西方國家應該取消對使用提供給烏克蘭武器的限制。芬蘭外交部長表示，芬蘭沒有對向烏克蘭提供的援助設定任何特殊限制，只要烏克蘭根據國際法使用即可。加拿大外交部長表示，加拿大不反對烏克蘭使用加拿大提供的武器攻擊俄羅斯本土軍事目標。

## 5月30日

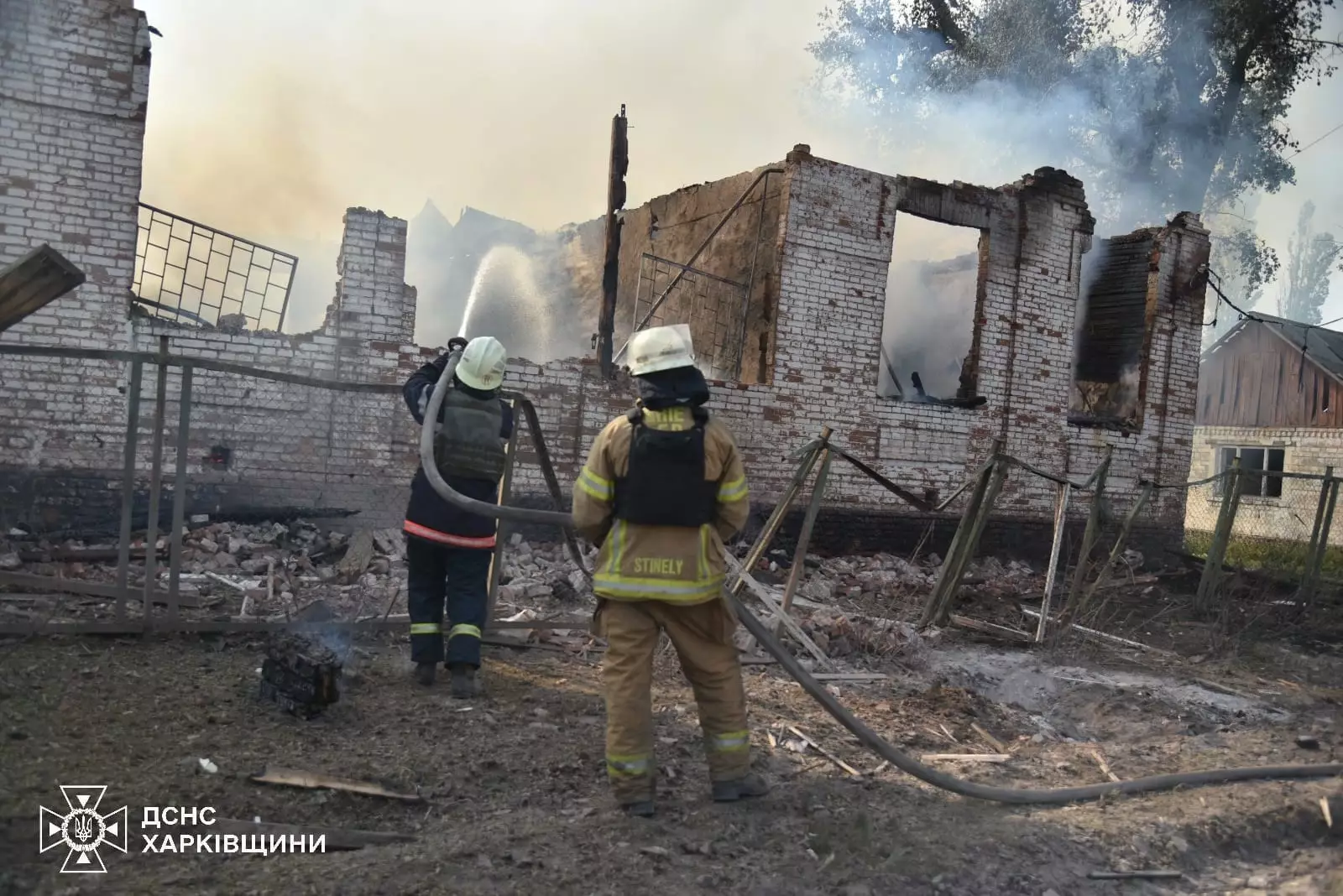
俄軍襲擊哈爾科夫州博胡斯拉夫卡後

烏克蘭空軍表示，午夜至凌晨期間，俄軍從俄佔克里米亞和俄羅斯薩拉託夫州發射32架無人機和11枚Kh-101/555巡航導彈，防空部隊在赫梅利尼茨基、第聶伯羅彼得羅夫斯克、切爾卡瑟、基洛夫格勒、扎波羅熱、敖德薩、赫爾松、基輔和文尼察州上空擊落全部無人機和7枚Kh-101/555巡航導彈。另外，俄軍向哈爾科夫州發射8枚S-300/400導彈。烏克蘭哈爾科夫州長表示，俄軍午夜至凌晨期間，對哈爾科夫市發動襲擊，令一條天然气管道遭到切斷，至少造成7名平民受傷。赫爾松州州長表示，俄軍對韋萊堅斯卡發動襲擊，至少造成1名平民死亡。
烏克蘭武裝部隊總參謀部表示，自全面入侵以來，俄羅斯在烏克蘭損失506,260名士兵，過去一天俄軍有1,160人傷亡，累計損失7,710輛坦克、14,913輛裝甲戰鬥車輛、17,849輛車輛和油箱、13,101門火砲系統、1,088套多管火箭系統、815套防空系統、357架飛機、326架直升機、10,532架無人機、2,222枚巡航導彈、27艘船隻和1艘潛艇等。烏克蘭武裝部隊總司令瑟爾斯基表示，俄羅斯正增加在利普齊、沃夫昌斯克和斯特里列恰方向的軍事儲備，以保持進攻力量，但不足以突破烏克蘭的防禦。烏克蘭國防部情報總局表示，情報總局使用無人艇襲擊克里米亞西海岸一個海軍船塢，摧毀4艘俄羅斯巡邏艇，俄軍先後派遣Su-27/30/35、MiG-29、Ka-27/29和Mi-8等戰機或直升機升空32次，進行攔截。
俄羅斯國防部表示，在過去24小時，防空系統擊落烏克蘭空軍1架蘇-27戰機、24架無人機、8枚美制陸軍戰術導彈及1枚美制哈姆反輻射導彈。其中，午夜至凌晨期間在亞速海上空摧毀8枚ATACMS飛彈，在克里米亞海岸附近攔截8架無人機和2艘無人艇。別爾哥羅德州州長表示，烏軍無人機襲擊佐祖利一輛巴士，至少造成1人死亡，9人受傷 。
俄佔克里米亞官員表示，導彈碎片損壞位於克里米亞港口城市刻赤的2艘運輸渡輪。烏克蘭武裝部隊總參謀部表示，烏克蘭使用ATACMS導彈擊中位於俄佔克里米亞刻赤的渡輪碼頭，碼頭和2艘渡輪嚴重受損，指出俄軍積極利用渡輪碼頭向俄佔地區供應土兵，並使用俄羅斯鎧甲-S1導彈、SA-15導彈和S-400防空系統對碼頭進行保護。
俄羅斯國防部表示，烏軍在各前線地區損失約1,520多名士兵，在過去24小時，俄軍航空兵、無人機、導彈部隊和炮兵摧毀112個有生力量和烏克蘭軍事裝備聚集區。自俄羅斯開展「特別軍事行動」以來，俄軍已摧毀烏克蘭606架軍用飛機、274架直升機、24,794架無人駕駛飛行器、524套防空導彈系統、16,201輛坦克和其他裝甲戰車、1,324輛多管火箭系統戰車、9,957門野戰火炮和迫擊炮以及22,112輛軍用特種車輛。
俄羅斯外長拉夫羅夫表示，俄羅斯仍然對烏克蘭問題的談判持開放態度，但俄羅斯談論的是和平，而不是休戰，休戰沒有意義，只會讓烏克蘭利用重新集結和武裝，而考慮到現時基輔正處於「戰國」的統治，很難想象與烏克蘭的和平對話。
俄罗斯聯邦安全局表示，破获一个準備對克里米亞鐵路進行破坏的小组，拘捕行動途中，小组头目被简易爆炸装置炸死，另外4人被拘捕。
德國國防部長皮斯托里烏斯到訪烏克蘭敖德薩市並宣佈新一批援助烏克蘭的軍事計劃，價值5.42億美元，包括用於Iris-T防空系統和短程SLS導彈彈藥、偵察無人機、100萬發小武器彈藥、豹1坦克和貂鼠式步兵戰鬥車。皮斯托里烏斯在記者會上表示，德國將考慮允許烏克蘭使用德國提供的武器打擊俄羅斯本土目標。
丹麥外交部長表示，烏克蘭可以使用丹麥提供的F-16戰機襲擊俄羅斯本土上的軍事目標，形容這是屬於戰爭規則範圍內。愛沙尼亞總統簽署法案，允許使用被凍結的俄羅斯資產來向烏克蘭提供援助和協助重建。
美國傳媒「Politico」援引3名不具名美國政府人士消息息報道，總統拜登已秘密下令解除烏克蘭使用美國武器襲擊俄羅斯本領土的禁令，但僅限於哈爾科夫地區附近。美國五角大樓副新聞秘書表示，美國政府有關烏克蘭使用美國武器的規定，沒有任何改變。
摩爾多瓦議會通過宣言，宣布俄羅斯入侵烏克蘭，否認烏克蘭民族的存在，以及對烏克蘭兒童採取不人道政策，都符合《防止及懲治危害種族罪公約》的種族滅絕定義。

## 5月31日
烏克蘭哈爾科夫州長表示，俄軍午夜至凌晨期間，對哈爾科夫市新巴伐利亞區發動「雙連擊戰術」導彈襲擊，在救援人員趕到現場後，對同一地點發動第2次襲擊，至少造成7名平民死亡，25名平民受傷，包括1名醫療人員。基輔市軍事管理局局長表示，凌晨至上午期間，俄軍使用巡航導彈襲擊能源和民用設施，所有導彈均被防空系統擊落，但導彈碎片仍然導致一棟建築物起火，沒有傷亡報告。頓涅茨克州州長表示，俄軍襲擊德羅比舍夫，至少造成1名平民死亡，3名平民受傷。敖德薩州長表示，俄軍使用裝有集束彈藥彈頭的彈道導彈，襲擊敖德薩市港口基礎設施，至少造成2名平民受傷。頓涅茨克州檢察官辦公室表示，俄軍晚上使用2枚制導炸彈UMPB D-30 SN襲擊米爾諾拉德市，至少造成5名平民受傷。
烏克蘭武裝部隊總參謀部表示，自全面入侵以來，俄羅斯在烏克蘭損失507,650名士兵，過去一天俄軍有1,390人傷亡，累計損失7,728輛坦克、14,935輛裝甲戰鬥車輛、17,905輛車輛和油箱、13,140門火砲系統、1,088套多管火箭系統、815套防空系統、357架飛機、326架直升機、10,587架無人機、2,229枚巡航導彈、27艘船隻和1艘潛艇等。
俄佔盧甘斯克當局表示，烏軍先後兩次使用海馬斯多管火箭炮襲擊五一城的一條天然氣管道，沒有傷亡報告。俄佔頓涅茨克當局表示，烏軍對舊米哈伊利夫卡發動火箭彈襲擊，至少造成3人死亡，3人受傷。
俄佔克里米亞Telegram頻道報道，凌晨俄羅斯克拉斯諾達爾邊疆區卡夫卡茲港一個石油倉庫懷疑遭無人機襲擊起火，倉庫主要向俄佔赫爾松和扎波羅熱部分地區的俄軍供應能源，多名員工傷亡。烏克蘭武裝部隊總參謀部表示，烏軍午夜使用海王星導彈和無人機襲擊俄羅斯克拉斯諾達爾邊疆區卡夫卡茲港渡輪碼頭和一個石油倉庫。
俄羅斯國防部長表示，29日烏軍在2分鐘內使用10枚ATACMS戰役戰術導彈對克里米亞大橋的密集攻擊，所有導彈均被俄軍擊落，另外烏克蘭武裝力量在今年5月損失超過3.5萬名軍人和2700多件武器，攔截1000多架無人機，超過250枚海馬斯、吸血鬼火箭炮火箭彈，80多枚Hammer制導航空炸彈，50多枚ATACMS戰役戰術導彈和8枚Scalp巡航導彈。此外，俄軍在哈爾科夫州的重要地段迫使敵人後撤8-9公里，在5月佔領28個居民點，今年已有880平方公里領土由俄軍控制。俄羅斯國防部表示，俄軍過去一周使用包括匕首高超音速導彈在內的武器對烏克蘭軍事目標發動25次集群打擊，其中包括指揮所、軍用機場基礎設施和防空設施等。俄佔哈爾科夫地區行政機構負責人表示，俄軍佔領利普齊鄰近高地，獲得對烏軍在哈爾科夫近郊防線和烏軍補給線路實施火力控制的機會。
烏克蘭總統澤連斯基到訪瑞典斯德哥爾摩，參與第三屆北歐-烏克蘭峰會，並且分別會見瑞典總理克里斯特松、冰島總理本尼迪克特松和挪威總理史托爾，亦分別與三方簽署雙邊安全協議，其中瑞典將每年向烏克蘭提供約23.8億美元援助以及研究聯合生產火炮和裝甲車，冰島將每年向烏克蘭提供約3千萬美元援助，挪威將在2024年向烏克蘭提供至少13億美元的軍事援助，並準備向烏克蘭提供F-16戰機。澤連斯基在北歐-烏克蘭峰會聯合記者會上表示，外交必須像武器一樣有效，現在最重要的事情是下個月舉行烏克蘭和平峰會，但俄羅斯持續試圖擾亂峰會的舉行，現時約有100個國家和國際組織將參加峰會，但俄羅斯試圖敲詐部分領導人，阻止它們參與。另外，澤連斯基在接受《衛報》採訪時駁斥，有關烏克蘭將從停火中受益的想法，反指停火將允許俄軍重組並重建其力量，因此停火將是一個「陷阱」。
芬兰总统亚历山大·斯图布在第三届乌克兰-北欧峰会参加者联合記者会上表示，北欧五个国家均与乌克兰签署安全协议，并向乌克兰提供军事支持，以帮助实现多项目标，包括向乌克兰提供武器，使其能够赢得战争、确保乌克兰总统泽伦斯基提出的十點和平計劃，並让世界上更多国家参加瑞士和平峰会以及在乌克兰加入欧盟和北约的道路上，提供最大限度的支持。此外，斯图布表示芬兰并未对其武器援助设置任何限制，也不认为让乌克兰使用西方武器或芬兰武器有任何风险，乌克兰可以根据其判断使用芬兰提供的武器攻击俄罗斯合法目標。
烏克蘭總統澤連斯基表示，與俄羅斯進行戰俘交換， 75名烏克蘭戰俘返回烏克蘭，當中包括武裝部隊和國民警衛隊士兵、邊防警衛隊成員和4名平民。俄羅斯國防部表示，與烏克蘭進行戰俘交換，75名俄羅斯戰俘返回俄羅斯。乌克兰最高拉达人权专员表示，截止目前，已有3,210名乌克兰人从俄罗斯囚禁中返回烏克蘭。烏克蘭戰俘待遇協調總部表示，在烏克蘭國家安全局、內政部、國家緊急服務局和武裝部隊以及國際紅十字會的協助下，烏克蘭成功帶回212名在與俄羅斯作戰中陣亡的烏克蘭士兵屍體。
俄羅斯總統新聞秘書佩斯科夫表示，近日北約國家，特別是美國圍繞烏克蘭衝突刻意升級緊張局勢，將引發新一輪緊張局勢。俄羅斯外交部發言人扎哈羅娃表示，俄方認為澤連斯基是基輔政權頭目，其總統身份合法性在烏克蘭國內已經受到質疑。
俄羅斯聯邦安全局表示，拘留1名塞瓦斯托波爾居民，涉嫌按烏克蘭情報部門的指示，籌劃刺殺俄羅斯武裝力量高官的計劃。
英国国防情报局表示，俄罗斯伤亡总数可能达到50万人，在5月份俄羅斯平均每天损失超过1,200人，創全面入侵开始以来最高，估计大多数俄军士兵只接受有限的训练，无法执行复杂的进攻行动。因此，俄罗斯一直进行小规模，但代价高昂的波浪式攻击，试图削弱乌克兰的防御，而俄罗斯正继续招募更多部队以维持有關做法。
美國國務卿布林肯在布拉格举行的北约成员国外長非正式会议上宣布，美國總統拜登已批准烏克蘭使用美國武器，攻擊俄羅斯境內目標，但只限於攻擊鄰近東北部城市哈爾科夫的俄羅斯邊境地區，亦指出，越来越多北约盟国对中国在俄罗斯联邦军事工业基础方面所发挥的作用表示担忧，而俄罗斯利用这一基础在乌克兰发动战争。
德國總理朔爾茨表示，烏克蘭可以使用由德國供應的武器，但只限於自衛且在東北部邊境城市哈爾科夫，用來抵禦俄軍由俄羅斯境內發動的攻擊，在確保烏克蘭能捍衞獨立與主權的同時，必須避免觸發俄羅斯與北約之間的戰爭。德国外交部长表示，德国将向乌克兰提供另一套爱国者防空导弹系统。荷蘭外交部長表示，荷蘭不會反對烏克蘭以自衛為原因，使用荷蘭提供的F-16戰機，攻擊俄羅斯本土上的軍事目標。爱沙尼亚外长表示，希望其他北约成员国取消对乌克兰应对俄罗斯侵略能力的限制，乌克兰有充分的合法理由使用武器来保卫自己，如果有需要的话，也可以在俄罗斯领土上，针对军事和战略基础设施使用由西方提供的武器，又指出北约国家有可能在未来四年内，將国内生产总值的0.25%用来支持乌克兰。
波兰外交部长在布拉格参加北约外长会议时表示，提议从目前在波兰动员的乌克兰人中组建一支乌克兰军事部队，这样更安全和更有效率。波兰数字化部长表示，与俄罗斯特种部队有关的黑客对波兰通讯社进行网络攻击，并发布一則有关波兰政府向乌克兰派遣20万波兰人的消息，目标是在歐洲議會選舉前发布虚假信息，欺騙公众。波兰通讯社表示，沒有撰写或發佈有關消息。
俄羅斯國營國際新聞通訊社「今日俄罗斯」報道，已有約11個西方國家允許烏克蘭利用西方提供的武器攻擊俄羅斯本土目標，估计將影响包括別爾哥羅德、布良斯克、庫爾斯克、沃羅涅日、利佩茨克、頓河畔羅斯托夫等距離烏克蘭300公里以內地区，若使用無人機則可達1000公里。
中國外交部發言人表示，將在瑞士舉辦的首屆烏克蘭和平峰會會議安排，與中方要求以及國際社會普遍期待有明顯差距，中國參加的條件即會議包括俄羅斯和烏克蘭，沒有得到滿足，中方難以參會。俄羅斯克里姆林宮表示，支持中國決定不參加瑞士的峰會，反映中方明白在俄方缺席下，舉辦這些峰會是徒然。烏克蘭駐中國大使館則表示，對中方無法透過峰會表明立場感到遺憾。
中國國防部發言人表示，中國國防部長董軍在新加坡會面美國國防部長奧斯汀時表示，北京不向烏克蘭衝突雙方提供武器，根據法規對軍事物品出口實施嚴格控制，並繼續保持公平立場。
美国副国务卿库尔特·坎贝尔与日本和韩国官员会面后表示，美国目前的关注点之一是系统性地参与支持俄罗斯，维持战争动力的中国公司，并在这个问题上「仔细研究」中国的金融机构，不仅美国，其他国家也将采取措施，以表达相关盟国对中国在乌克兰战场上与俄罗斯合作的深切不满。美国副财政部长阿德耶莫，警告中国企业必须在与美国和欧盟維持商業關係或向俄罗斯提供军民两用物资之间做一选择，不能继续两者兼而有，呼吁所有盟友向中国转达与俄罗斯联邦军工合作是不可接受，又指出在俄罗斯军事装备中发现的许多盟友国家的物品基本上都是通过中国转运过去的，去年俄罗斯从中国进口价值52亿美元的各种两用商品，比2022年增加40%，如果没有中国企业和金融机构的支持，克里姆林宫就没有能力生产必要数量的这些武器，也没有能力继续战争。